# Aeropuerto Internacional de Los Ángeles
El Aeropuerto Internacional de Los Ángeles (IATA: LAX, OACI: KLAX, FAA LID: LAX) (del inglés: Los Angeles International Airport) es el aeropuerto principal de la ciudad de Los Ángeles, California, en Estados Unidos. El aeropuerto es simplemente conocido como LAX por los californianos, con las letras pronunciadas separadamente. El aeropuerto está localizado al suroeste, en el barrio de Westchester, a 27 kilómetros del centro de Los Ángeles. Antes de los ataques del 11 de septiembre de 2001 era el tercer aeropuerto más concurrido del mundo. Ese día, el aeropuerto era el destino de 3 de los 4 aviones secuestrados: los vuelos 11 y 175 que procedían de Boston y fueron estrellados respectivamente en las torres gemelas del World Trade Center, y el Vuelo 77 de American Airlines que fue el tercer vuelo secuestrado y fue estrellado en El Pentágono.
Con 61.895.548 pasajeros en el 2007, LAX es el quinto aeropuerto más transitado del mundo. LAX tiene más vuelos non-stop (o sin escalas) que cualquier otro del mundo, sirviendo a más de 60 millones de pasajeros y moviendo más de 2 millones de toneladas de carga. Por su tráfico de pasajeros es el tercero de EE. UU. (después de O'Hare en Chicago y JFK en NYC). En términos de pasajeros internacionales, es el segundo en los Estados Unidos, detrás del Aeropuerto Internacional John F. Kennedy, pero solamente el vigésimo del mundo. Es un punto de conexión importante para United Airlines y uno prioritario para American Airlines, Delta Air Lines, Alaska Airlines y Southwest Airlines.
LAX sirve a 87 destinos domésticos y 69 destinos internacionales a Norteamérica, Latinoamérica, Europa, Asia y Oceanía. Las aerolíneas más prominentes del aeropuerto son: United Airlines (19.57%, incluyendo el tráfico de United Express), American Airlines (15%) y Southwest Airlines (12.7%). También es un aeropuerto base para American Airlines y Alaska Airlines, y es una entrada internacional para Delta Air Lines.
El aeropuerto ocupa 14 km² de la ciudad cerca de la costa del Pacífico. LAX es uno de los lugares más famosos para ver aviones comerciales, especialmente la muy conocida área de "Loma Imperial" (también conocido como "Clutter's Park") en la ciudad de El Segundo (California), donde se pueden ver la mayoría del complejo Sur. Otro lugar famoso para ver aviones es el punto final de las pistas 24L y 24R, en un área con pasto a un lado del restaurante de comida rápida In-N-Out Burger en el barrio de Westchester, y es uno de los pocos lugares en el sur de California que quedan donde se pueden ver una variedad de aviones comerciales volando en altitudes bajas. La ubicación costera del aeropuerto lo expone a neblina causando que los vuelos aterricen en el Aeropuerto Internacional LA/Ontario, en el condado de San Bernardino, 76 km al este. 
Aunque LAX sea el aeropuerto principal del Área Metropolitana de Los Ángeles por su tamaño, la región confía en un sistema de múltiples aeropuertos. Muchas de las atracciones del área están más cerca de aeropuertos alternativos que de LAX; por ejemplo: Hollywood y Griffith Park están cerca del Aeropuerto Bob Hope en Burbank, mientras que el Aeropuerto John Wayne en Santa Ana, están cerca de Disneyland el Honda Center, el estadio de Los Ángeles de Anaheim, y otras atracciones en el Condado de Orange.

## Terminales
LAX maneja más pasajeros de "origen y destino" (no en conexión) que cualquier otro aeropuerto del mundo. 
LAX tiene nueve terminales de pasajeros distribuidas en forma de "U", también llamada "herradura". Las terminales cuentan con un servicio de autobús.
Túneles conectan terminales 4, 5, 6, 7, y 8, y un túnel aéreo conecta la terminal 4 con la terminal Tom Bradley (TITB) desde febrero de 2016, por lo que los pasajeros no tienen que salir de la zona estéril.
United Airlines/United Express operan la mayor cantidad de vuelos del aeropuerto al día (324), seguida por American Airlines/American Eagle (126) y Southwest Airlines (124).
United Airlines también opera la mayor cantidad de los destinos (61), seguida por American Airlines (34), y luego Alaska Airlines/Horizon (29). Qantas opera más destinos hacia el Pacífico (4), con servicios directos a Sídney, Melbourne, Brisbane y Auckland. Lufthansa, Air France y United Airlines operan cada una dos destinos a Europa mientras que Volaris y Alaska Airlines tienen la mayoría de los destinos a México y a América Latina respectivamente (11).[cita requerida]
Adicionalmente a estas terminales, hay 186.000 metros cuadrados (2 millones de pies cuadrados) de instalaciones de carga en LAX y un helipuerto operado por Bravo Aviation. Qantas cuenta con instalaciones de mantenimiento en LAX, aunque no opera un centro de distribución de pasajeros desde el aeropuerto.

### Terminal 1
La Terminal 1 tiene 15 puertas: 1-3, 4A, 4B, 5-14. La terminal 1 fue construida en 1984 y es la más grande de todas las terminales en número de puertas.

### Terminal 2
La terminal 2 cuenta con 11 puertas: 21-21B, 22-22B, 23, 24-24B, 25-28. Se construyó en 1962 y fue la terminal internacional original, fue totalmente derribada y reconstruida en 1984. La terminal 2 cuenta con instalaciones de APF (Aduanas y Protección de Fronteras) para procesar a los pasajeros internacionales que llegan.

### Terminal 3

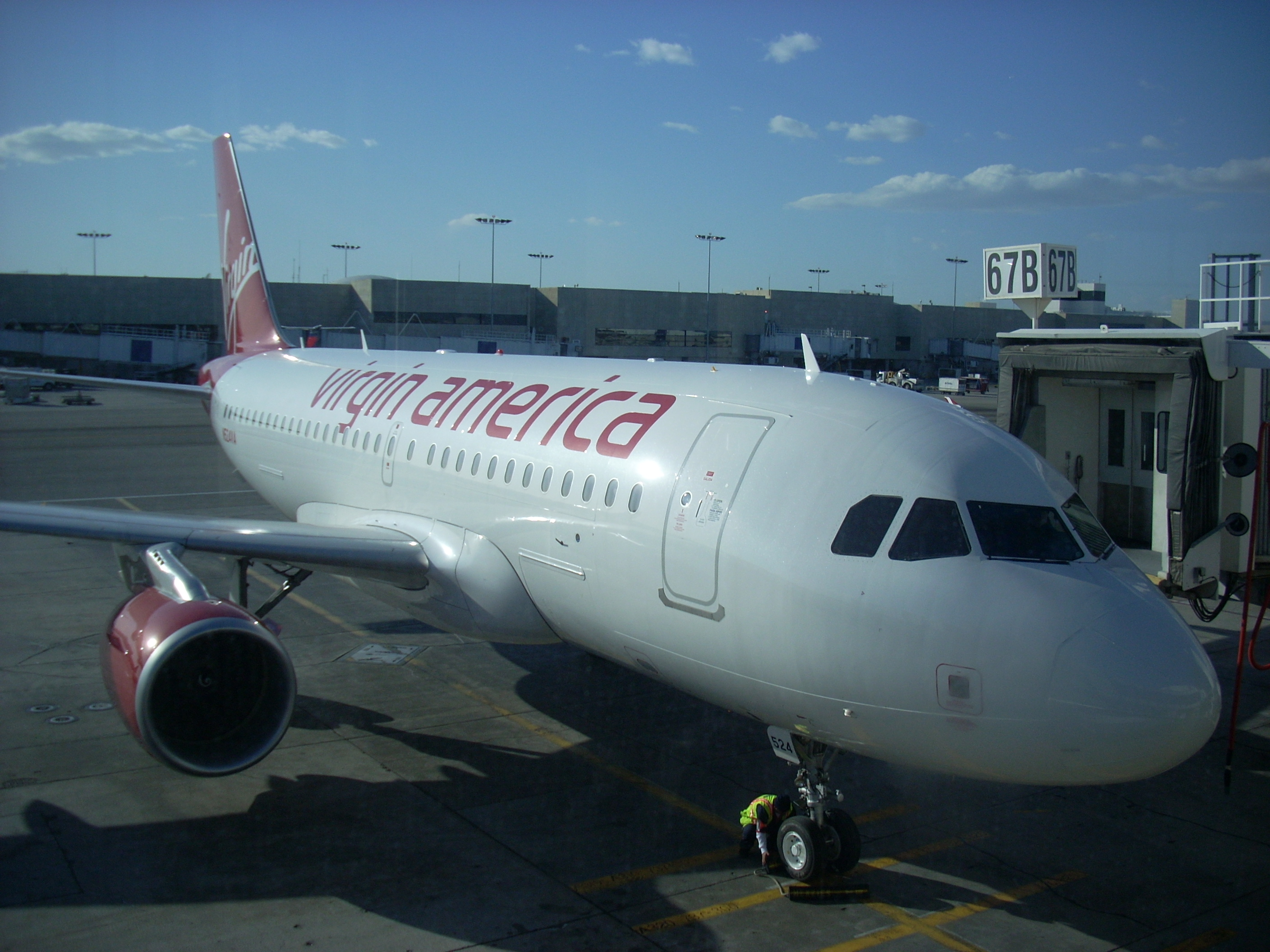
Un Airbus A319 de Virgin America en la Terminal 6. En diciembre del 2008, Virgin America se cambió a la Terminal 3.

La Terminal 3 dispone de 12 puertas: 30, 31A, 31B, 32, 33A, 33B, 34-36, 37, 37B, 38, (la puerta 39 fue eliminado para dar cabida a las operaciones del 777 de Virgin Australia en la puerta 38). La Terminal 3 se inauguró en 1961 y fue la terminal de Trans World Airlines. Antiguamente albergó algunos vuelos de American Airlines después de la adquisición de Reno Air y TWA en 1999 y 2001 respectivamente y luego trasladó todos los vuelos a la Terminal 4.
Nota: Virgin Australia tiene sus mostradores de chequeo de pasajeros en la Terminal 3 aunque sus vuelos operan desde la Terminal Internacional Tom Bradley (TITB).

### Terminal 4
La Terminal 4 cuenta con 14 puertas: 40, 41, 42A, 42B, 43, 44 (autobús a la terminal satélite de American Eagle), 45, 46A, 46B, 47A, 47 bis, 48A, 48B, 49B. La Terminal 4 fue construida en 1961 y en el 2001 fue renovada con un costo de 400 millones de dólares con el fin de mejorar el aspecto y la funcionalidad de la terminal. Instalaciones de llegadas internacionales también fueron añadidas en la renovación para servir a los vuelos de American Airlines.
Nota: Los vuelos operados por American Eagle operan desde una terminal remota a 500 metros (0.3 millas) al este de la Terminal 8. En la "Puerta 44" opera un autobús que conecta la Terminal 4 con dicha terminal satélite. La terminal de Eagle también está conectada a la Terminal 2 mediante autobuses de enlace (Puerta 22A), a la 3 (Puerta 35) y a las 5 y 6 a causa de códigos compartidos de American Airlines con Hawaiian Airlines, Alaska Airlines, Delta Air Lines y US Airways, respectivamente.

### Terminal 5

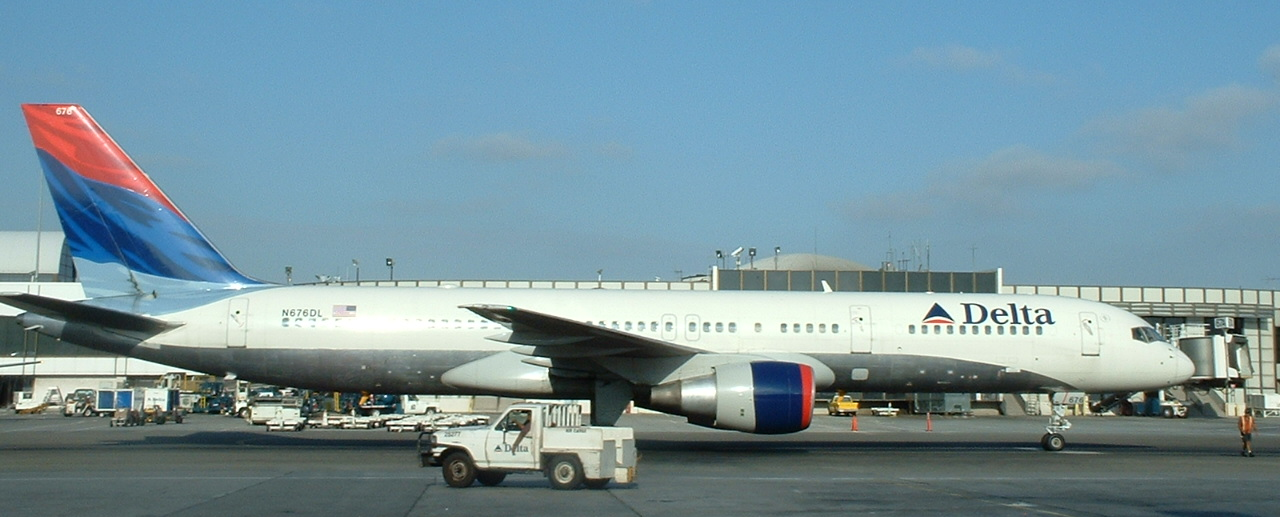
Boeing 757-200 de Delta Air Lines en LAX en agosto del 2003.

La Terminal 5 cuenta con 14 puertas: 50B, 51A, 51B, 52A, 52B, 53A, 53B, 54A, 54B, 55A, 56, 57, 58A, 59. Western Airlines había ocupado esta terminal desde su apertura en 1962 y luego se fusionó Western con Delta Air Lines el 1 de abril de 1987. La Terminal 5 fue rediseñada, ampliada para incluir la construcción de un conector entre el satélite original y las instalaciones de boletos y remodelado a partir de 1986 hasta principios de 1988. Extraoficialmente se llamó 'Oasis de Delta en LAX', con el lema 'Toma cinco en LAX' cuando la construcción se completó en el verano de 1988. Muchas de estas puertas ya no se utilizan debido a la Crisis económica de 2008-2009 y Delta redujo su itinerario de vuelos.

### Terminal 6
La Terminal 6 cuenta con 14 puertas: 60-63, 64A-64B, 65A-65B, 66, 67, 68A-68B, 69A-69B. Esta terminal ha cambiado poco desde su apertura en 1961; en 1979, se ampliaron las nuevas puertas del edificio principal, como es obvio a partir de la rotonda al final. Cuatro de estas puertas tienen dos pasarelas de acceso a aeronaves, que puede acomodar a aeronaves de gran tamaño. 
La Terminal 6 alberga a diversas aerolíneas con una variedad de relaciones con el aeropuerto. Continental construyó y era dueña del edificio conector (que une los edificios de venta de boletos y la rotonda) y rentaba la mayoría del espacio en el edificio de venta de boletos, hasta que se fusionó con United y pasó a manos de la última. Alaska Airlines utiliza las puertas de la rotonda, que a su vez, renta algunas de sus puertas a Delta, que complementa su base en la Terminal 5. La mayoría de las puertas de la rotonda pueden recibir pasajeros que llegan en vuelos internacionales hacia un corredor estéril que los lleva hacia las instalaciones de aduanas e inmigración de la Terminal 7. Además, una línea aérea de bandera extranjera, Copa Airlines de Panamá, sale de la Terminal 6.

### Terminal 7
La Terminal 7 cuenta con 11 puertas: 70A, 70B, 71A, 71B, 72-74, 75A, 75B, 76, 77. Esta terminal se inauguró en 1962. Cinco de estas puertas tienen dos pasarelas de acceso, que pueden acomodar a aeronaves de gran tamaño. La Terminal de 7 es la casa de United Airlines, que opera un centro importante en el aeropuerto. La terminal ha sido recientemente renovada y cuenta con el Red Carpet Club y el International First Class Lounge.

### Terminal 8
La Terminal 8 cuenta con 9 puertas: 80-88. Esta terminal fue agregada para pequeños jets y turbohélices en 1988 y anteriormente sirvió a los vuelos de Shuttle by United. En 2002, United trasladó todos los vuelos no express de las Terminales 6 y 7. United Express es la división regional de United Airlines que opera vuelos menores a 2 horas de duración.

### Terminal Internacional Tom Bradley (TITB)

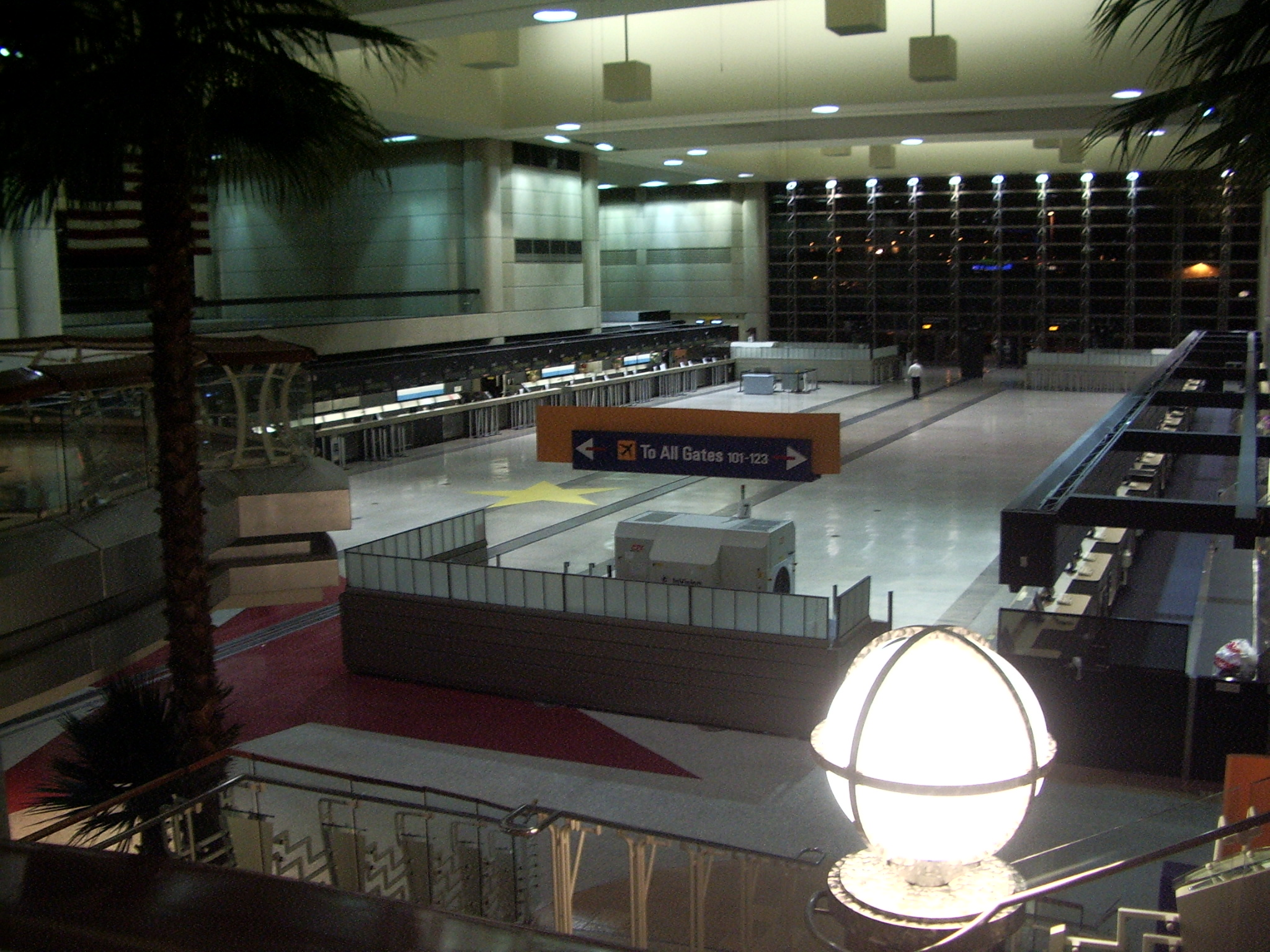
Terminal Internacional Tom Bradley temprano por la mañana

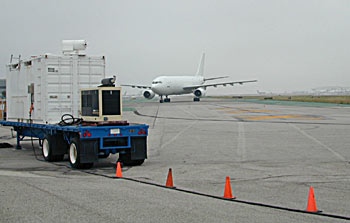
Airbus A300 esperando autorización para despegar.

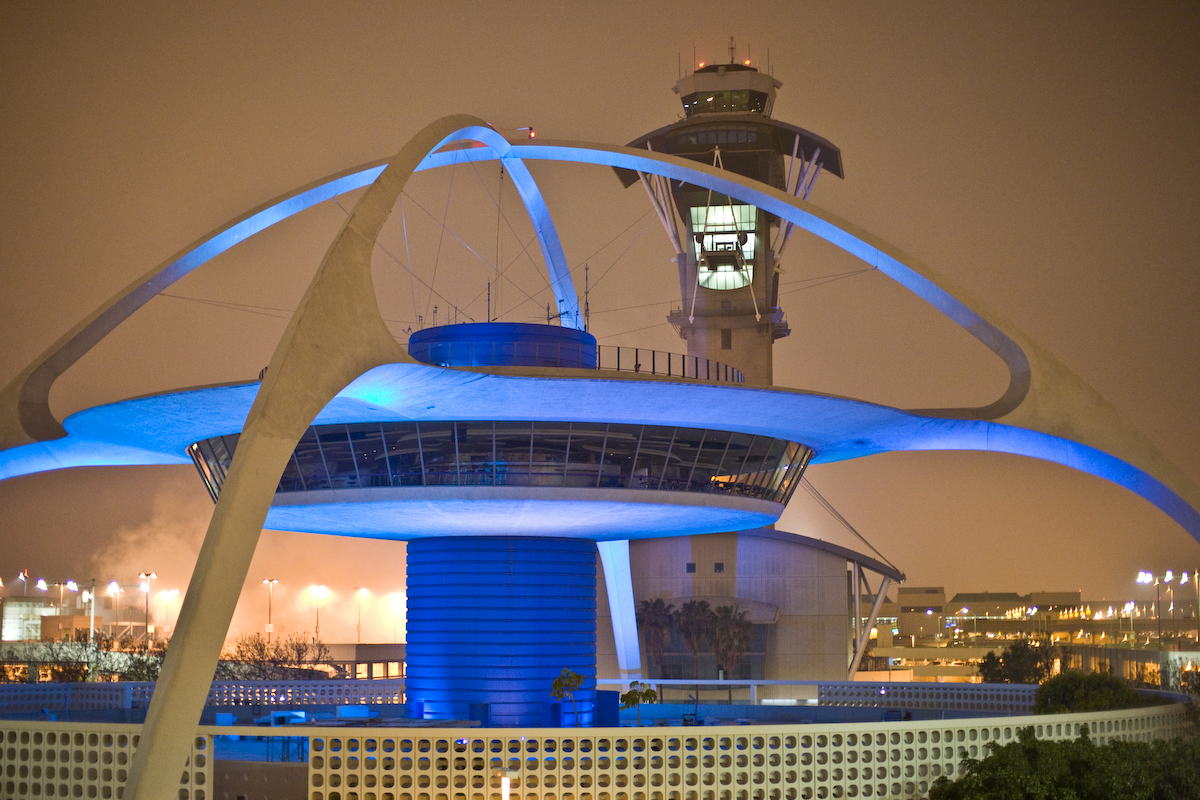
El Theme Building en el aeropuerto.

La Terminal Internacional Tom Bradley cuenta con 12 puertas, incluyendo seis en la sala norte y seis en la sala sur. Además, hay nueve puertas satélite para vuelos internacionales situadas en el lado oeste de LAX. Los pasajeros son llevados a las puertas de la zona oeste en autobús. 
Esta terminal fue abierta para los Juegos Olímpicos de Los Ángeles 1984, y fue nombrada en honor de Tom Bradley, el primer alcalde afroamericano y el más antiguo en el cargo (20 años) de Los Ángeles y campeón de LAX. La terminal está situada en el extremo oeste de la terminal de pasajeros entre las Terminales 3 y 4. Hay 34 líneas aéreas que prestan servicios en la Terminal Internacional Tom Bradley y la terminal maneja 10 millones de pasajeros al año. 
La terminal está actualmente en fase de reconstrucción para modernizar toda la instalación y añadir la construcción de más espacio para el área de embarque y reclamo de equipajes. Las renovaciones incluyen modernizar el espacio de documentación, tres grandes lounges para aerolíneas con alianzas y un lounge para aerolíneas sin alianzas (para sustituir a los múltiples lounges de líneas aéreas específicas) y áreas totalmente renovadas de salidas y llegadas. Estas renovaciones se espera que concluyan en 2012. La actual renovación aumentará el número de puertas de salidas a 18. 
El 17 de noviembre del 2008, el alcalde Antonio Villaraigosa dio a conocer la visión de los conceptos de los proyectos de la sala oeste y centro de la terminal Bradley de LAX. Los Angeles World Airports (LAWA), junto con funcionarios de la ciudad, seleccionaron a Fentress Arquitectos en asociación con HNTB para desarrollar un concepto de diseño para la modernización de LAX - transformando el aeropuerto con un diseño que mejora dramáticamente la experiencia del pasajero y lo restablece como una moderna pasarela norteamericana en un mercado global competitivo. 
El énfasis de la modernización es mejorar dramáticamente la experiencia de viajeros de la zona de operaciones a la acera con un diseño que capture ampliamente el vibrante espíritu de la ciudad y establezca una funcionalidad nueva, refrescante y cómoda. 
Tras la entrada en la Terminal Internacional Tom Bradley (TITB), la seguridad centralizada mejoraría el camino de información y llevaría a los pasajeros al Gran Salón, donde podrían elegir entre una variedad de concesiones y ofertas de clase mundial. El viajero tendrá el enorme impacto de tener un espacio abierto a la luz natural con techos altos y paredes de vidrio. Los pasajeros internacionales serán llevados a la sala por un corredor elevado. Este contará con techo abierto, permitiendo la máxima luz natural para dar la bienvenida a los pasajeros. El corredor ampliado permitirá las exposiciones de arte temporales que introducirán a los viajeros a la diversidad cultural de Los Ángeles. Estos pasajeros tendrán períodos de espera menores en lás áreas de control de pasaportes y de reclamo de equipaje. Gráficos interactivos en las zonas de control de pasaportes y reclamo de equipaje le darán la bienvenida a todos los pasajeros.

### Conexiones de terminales

Mapa de las terminales de LAX.

Desde el 2025, los terminales en LAX ofrecen a sus pasajeros en conexión que vayan a otras terminales sin tener que volver a pasar por seguridad. Son posibles las siguientes conexiones:
- Las Terminales 1, 2, 3 y TITB están conectadas por corredores para caminar, permitiendo que los pasajeros en conexión tengan una conexión perfecta.

- Las Terminales TITB, 4, 5, 6, 7 y 8 están conectadas por corredores para caminar, permitiendo que los pasajeros en conexión tengan una conexión perfecta.

- Las Terminales 2, 3, 4, 5 y 6 y la terminal de American Eagle son accesibles por medio de un servicio de autobús. Este servicio también provee conexiones para los demás socios de códigos compartidos de American Eagle como Alaska Airlines y US Airways. El servicio se proporciona a cada una de los terminales de las líneas aéreas.

- Está bajo construcción un transporte hectométrico por inaugurarse en 2026. Tendrá tres estaciones dentro del Aeropuerto y se llamará el LAX Automated People Mover.

### Lounges del aeropuerto
- Terminal 2 (Maple Leaf Lounge de Air Canada, Koru Club de Air New Zealand, Premier Club de Hawaiian Airlines, Air France Club)
- Terminal 3 (Virgin America LOFT)
- Terminal 4 (Admiral's Club de American Airlines, Qantas Club)
- Terminal 5 (Sky Club de Delta Air Lines)
- Terminal 6 (Board Room de Alaska Airlines)
- Terminal 7 (First Class Lounge Internacional de United Airlines, United Club)
- TBIT (Lounge de Star Alliance, Lounge de SkyTeam Alliance, Lounge de Oneworld Alliance, El Al King David Lounge, Lounge del Aeropuerto de Los Ángeles para aerolíneas sin alianzas)

## Aerolíneas y destinos

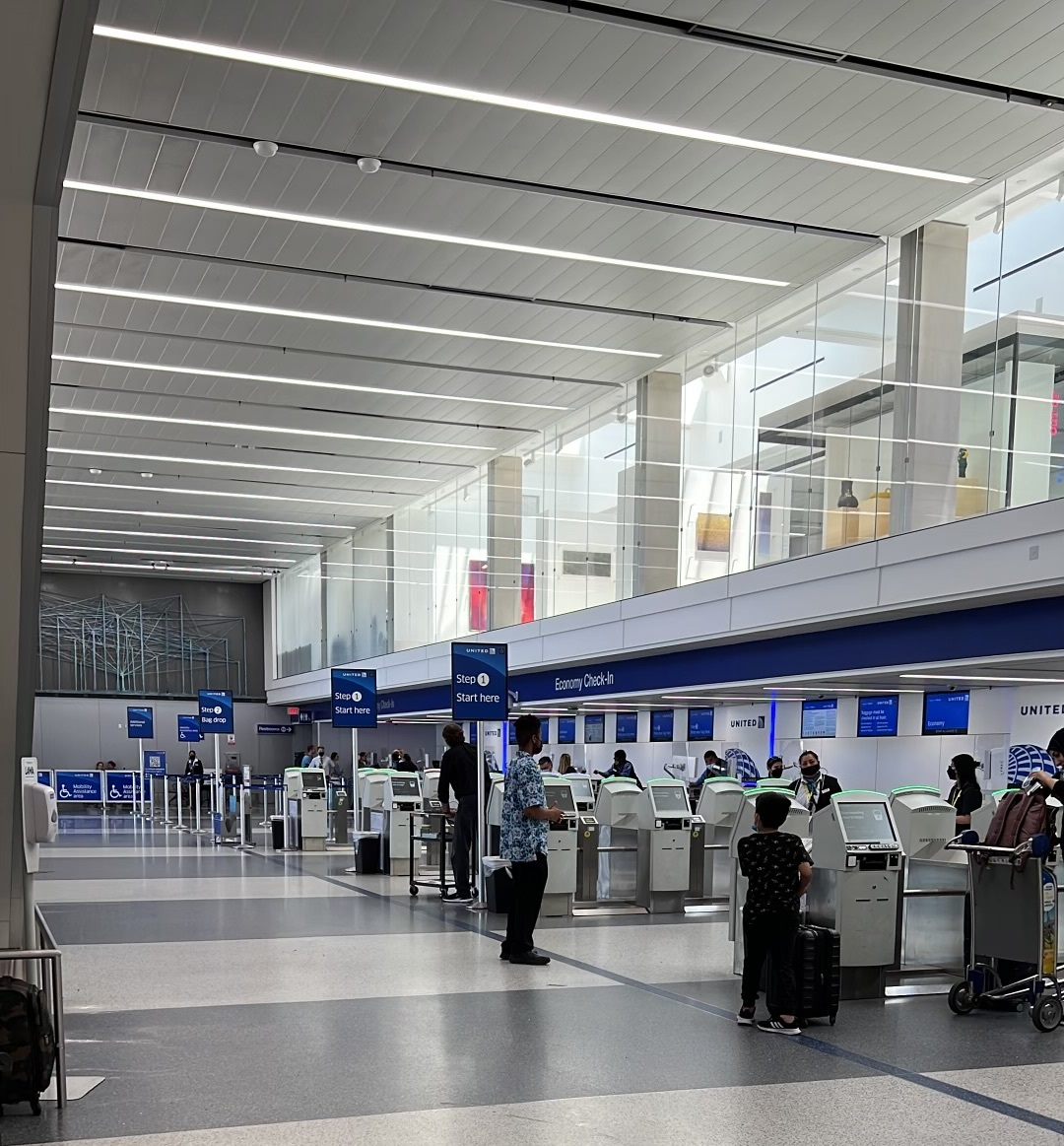
Mostradores de documentación en la Terminal 7 del aeropuerto.

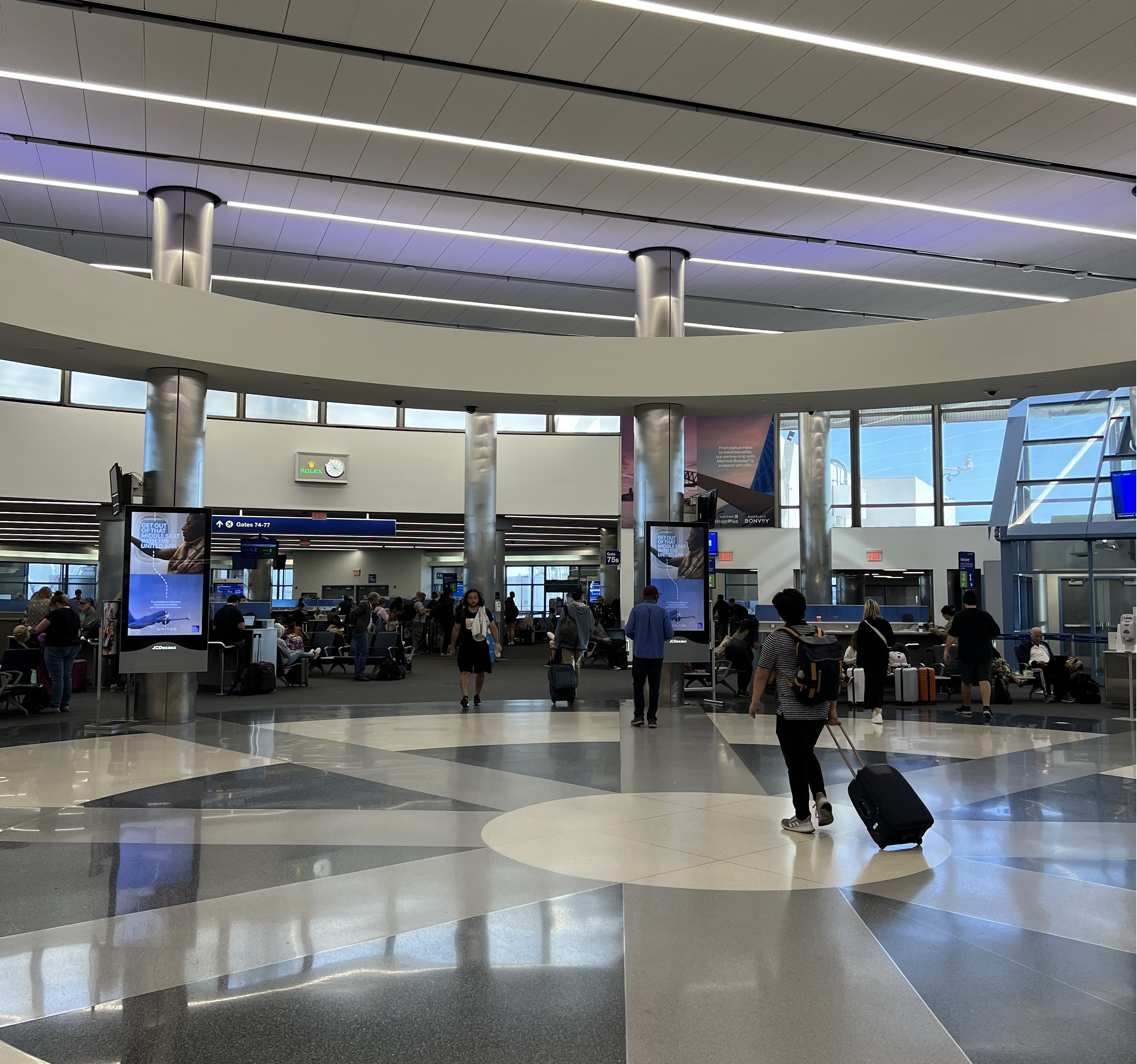
Salas de última espera de la Terminal 7 del aeropuerto.

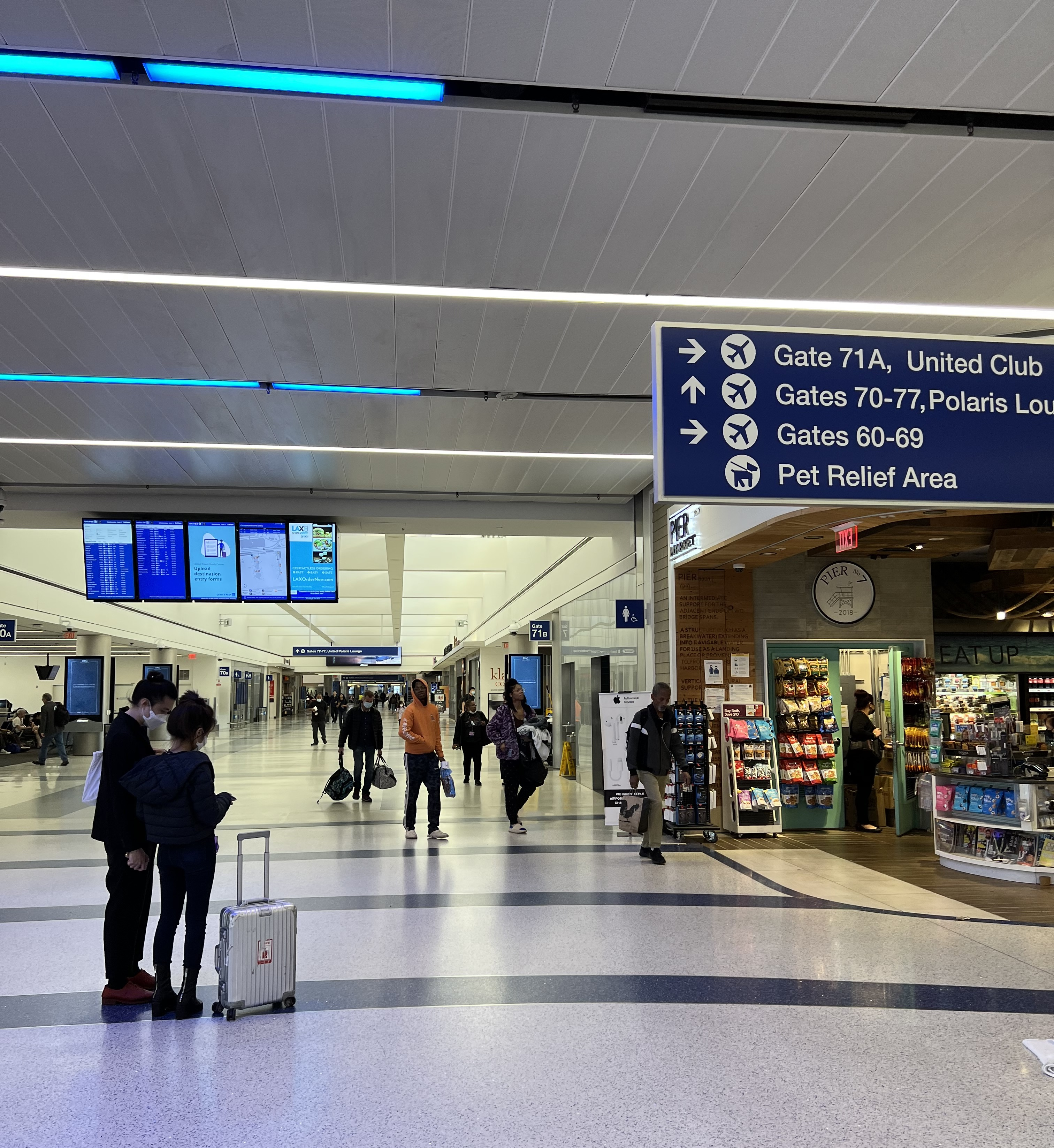
Pasillo principal de la Terminal 7 del aeropuerto.

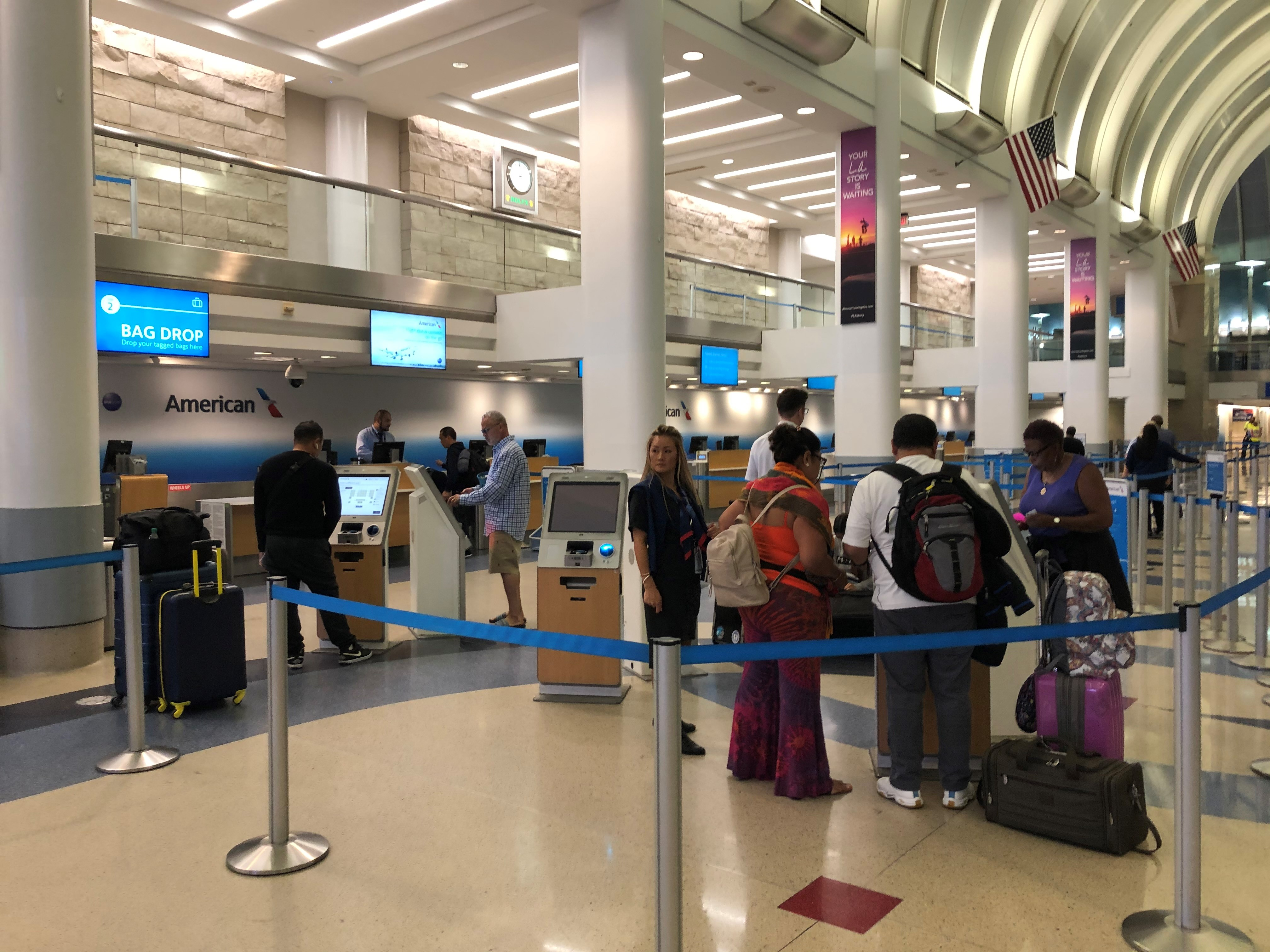
Mostradores de documentación de la Terminal 4 del aeropuerto.

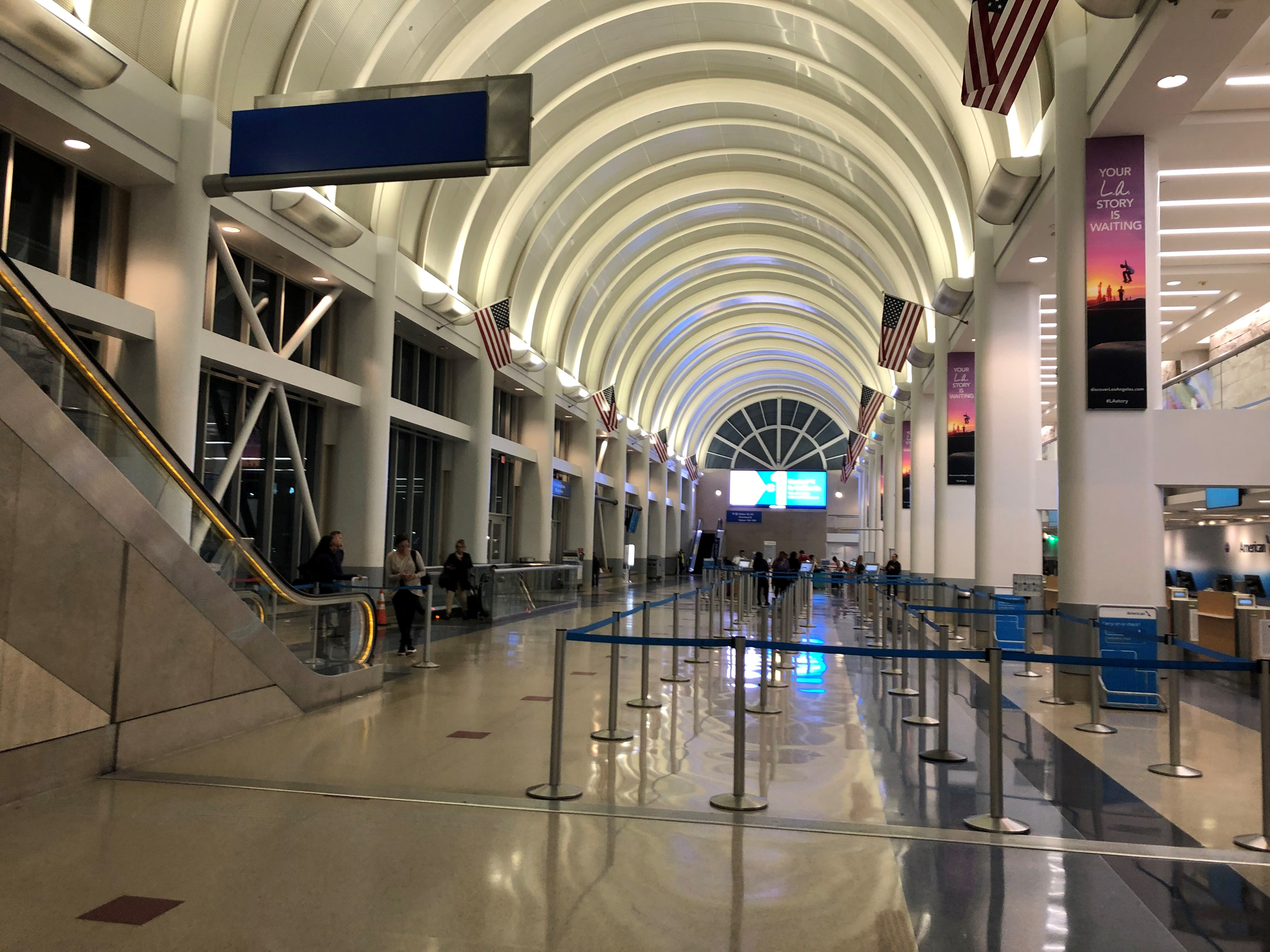
Pasillo principal de la Terminal 4 del aeropuerto.

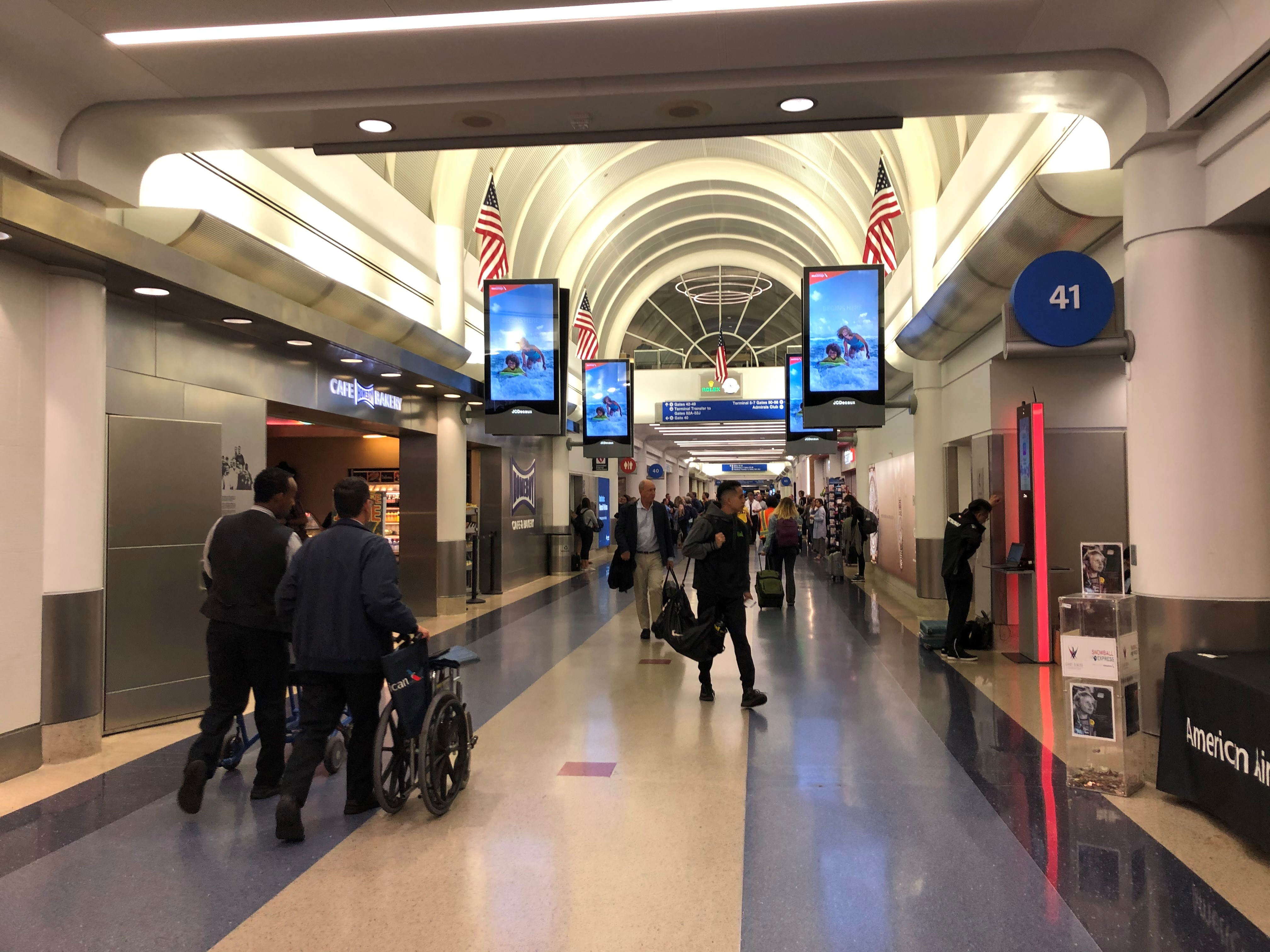
Pasillo principal de la Terminal 4 del aeropuerto.

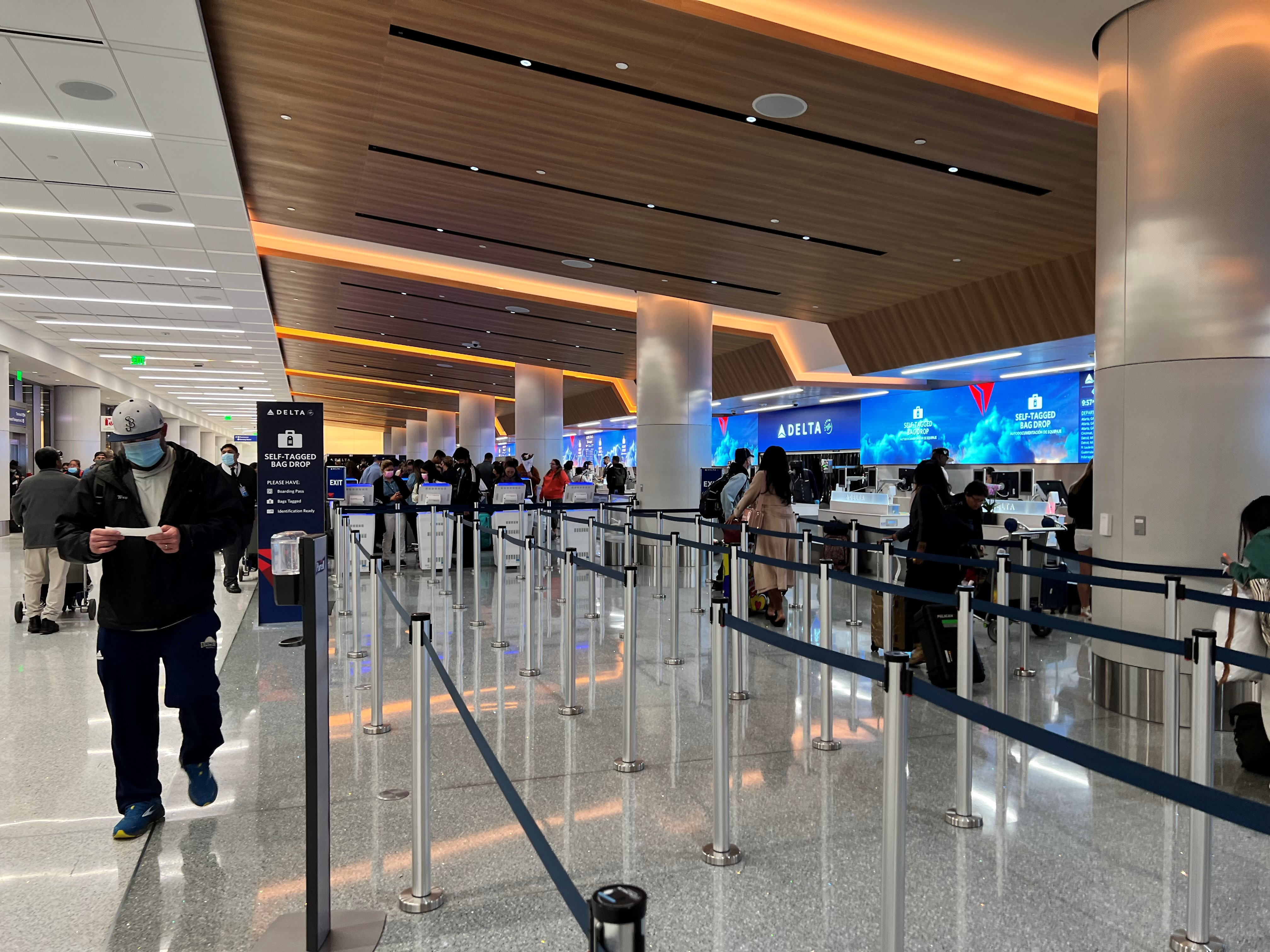
Mostradores de documentación de la Terminal 3 del aeropuerto.

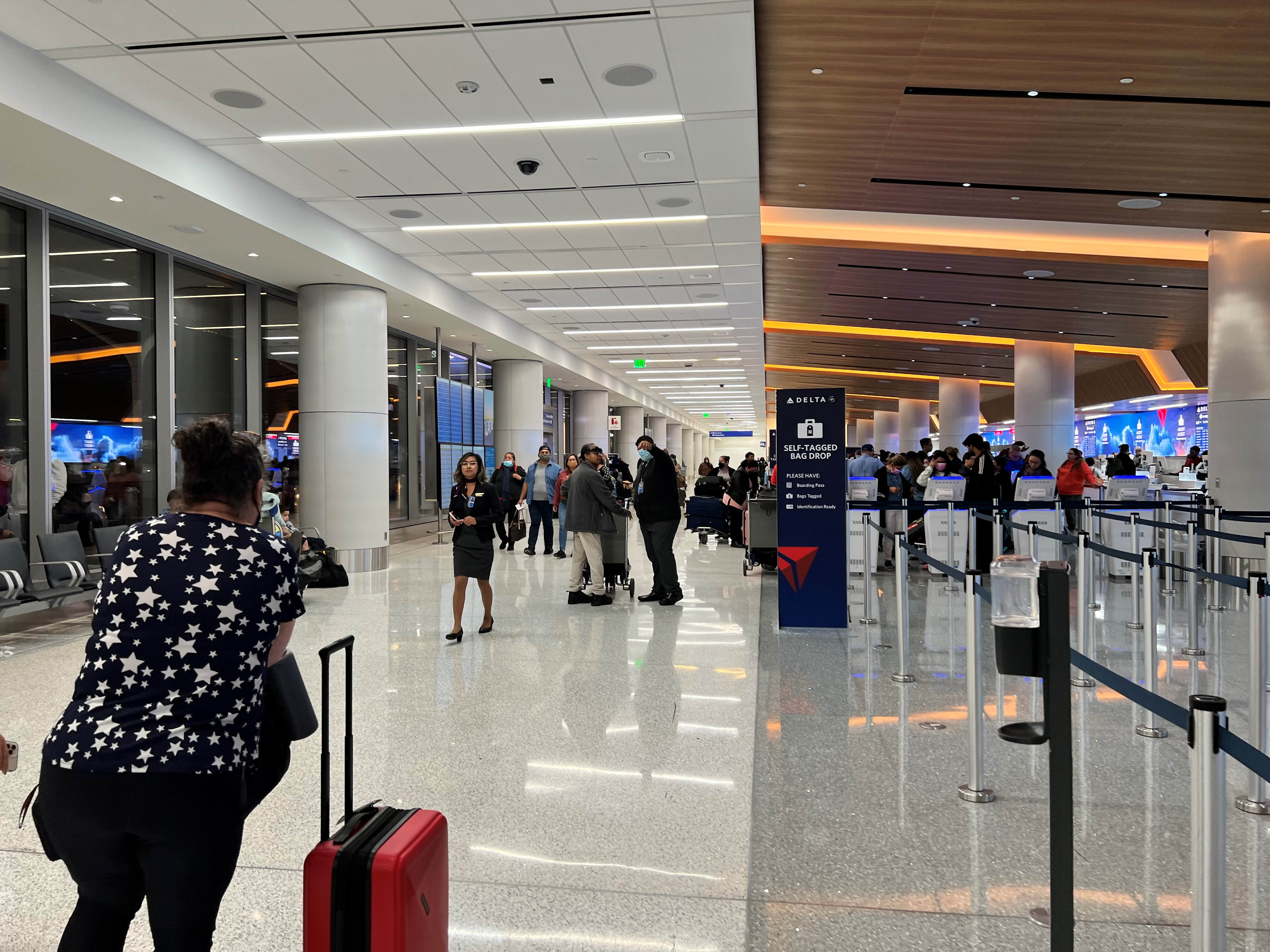
Mostradores de documentación de la Terminal 3 del aeropuerto.

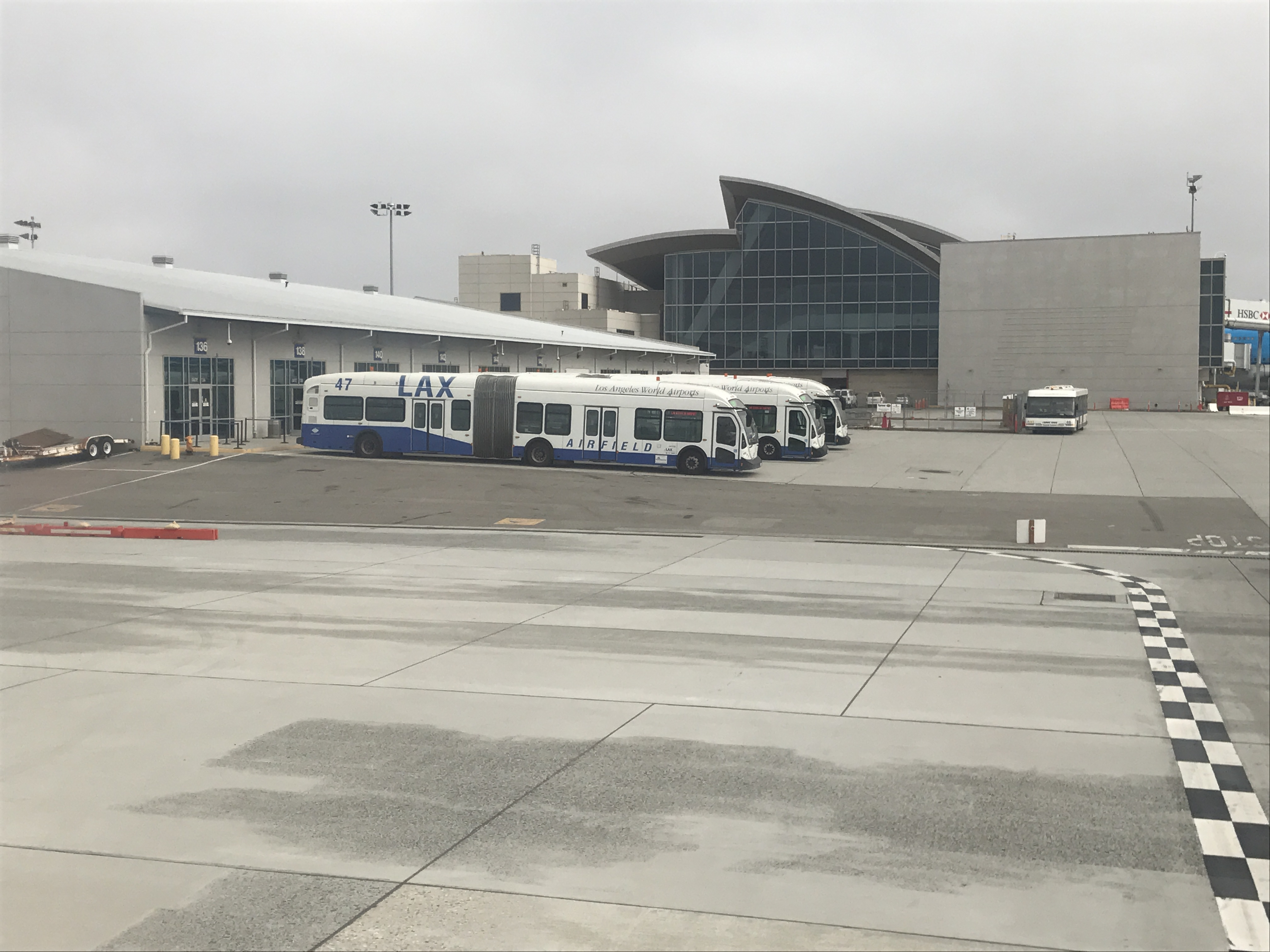
Transporte terrestre interterminales del Aeropuerto de Los Ángeles.

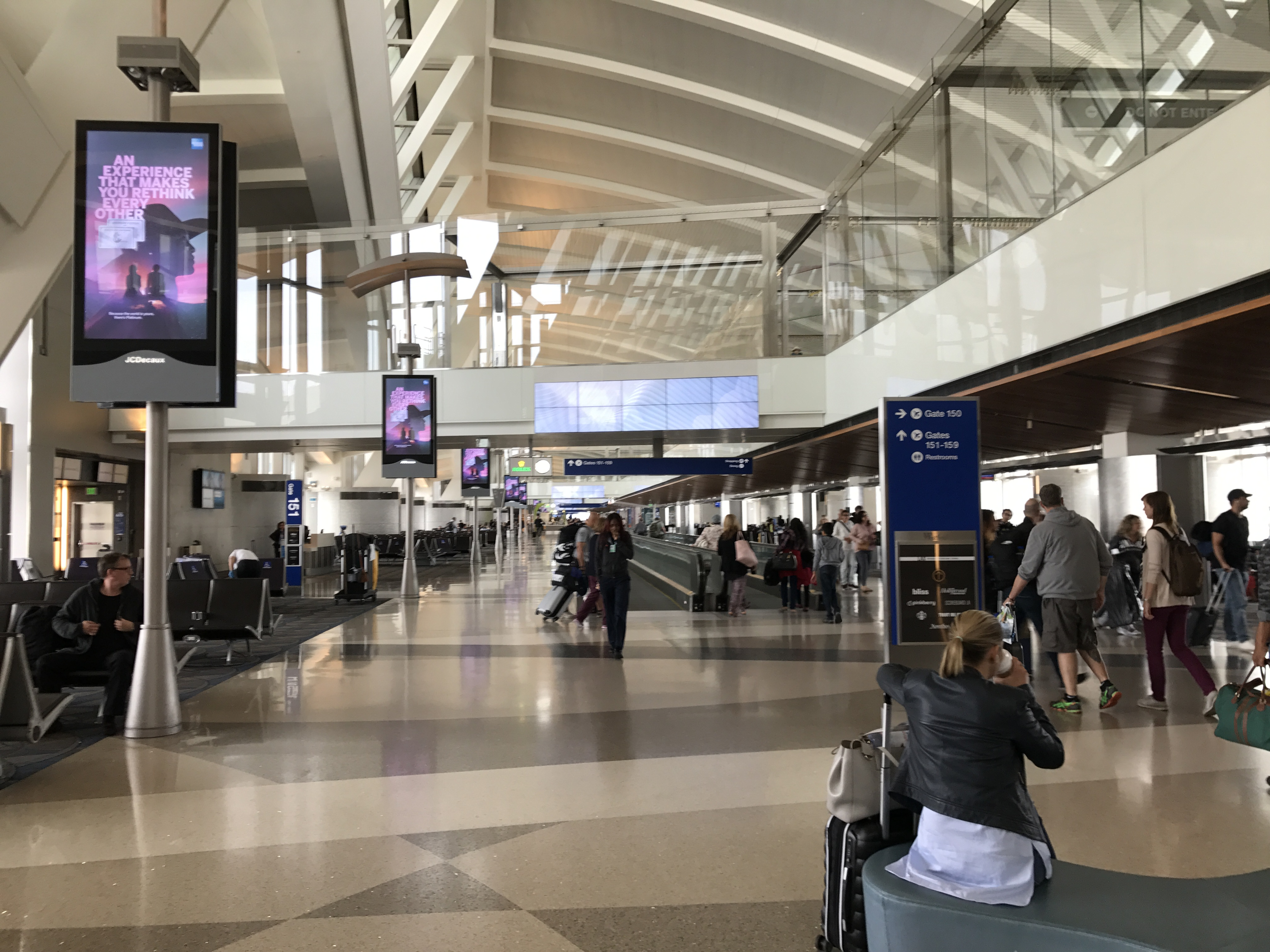
Interior de la Terminal Tom Bradley en LAX.

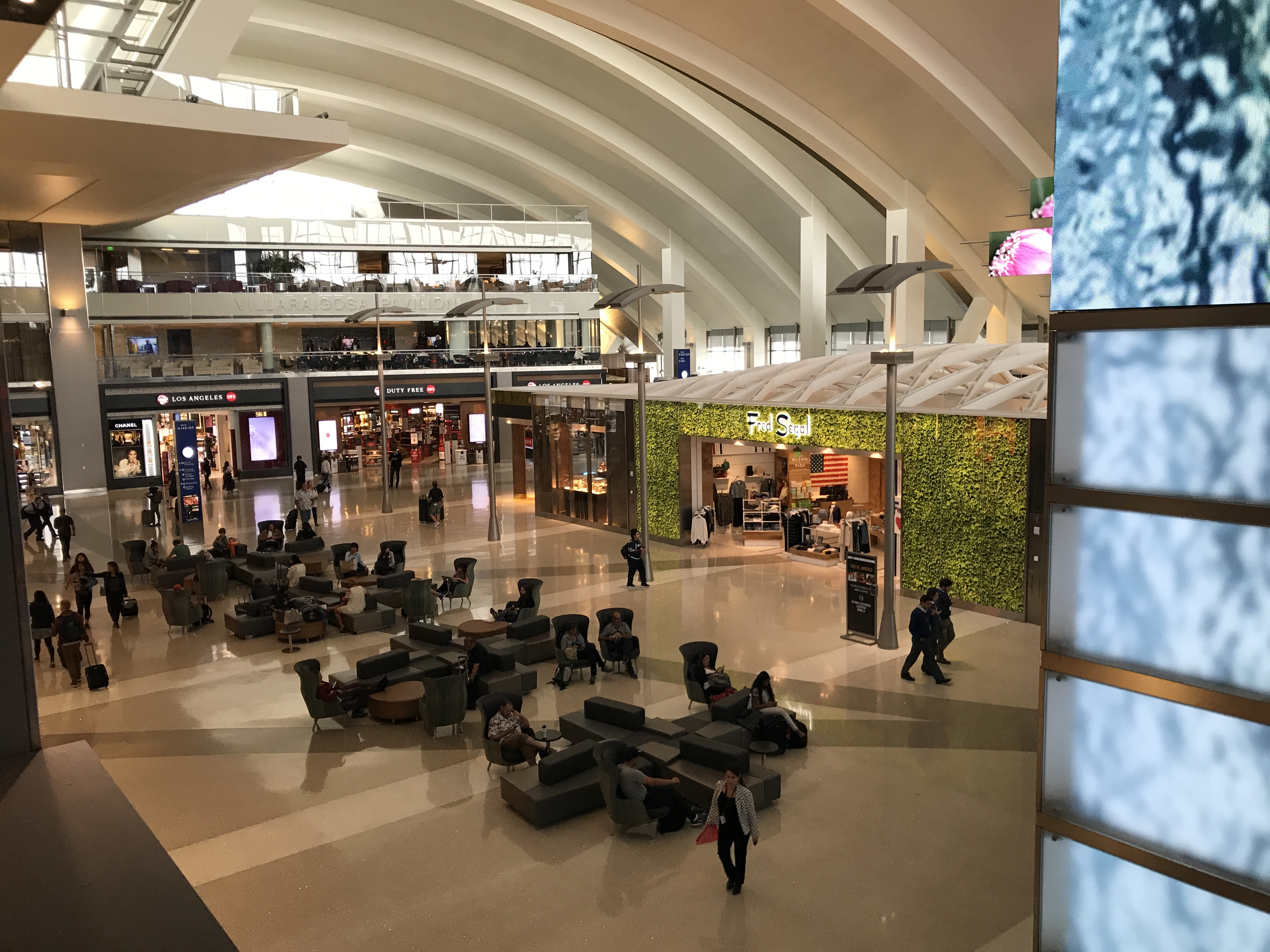
Interior de la Terminal Tom Bradley en LAX.

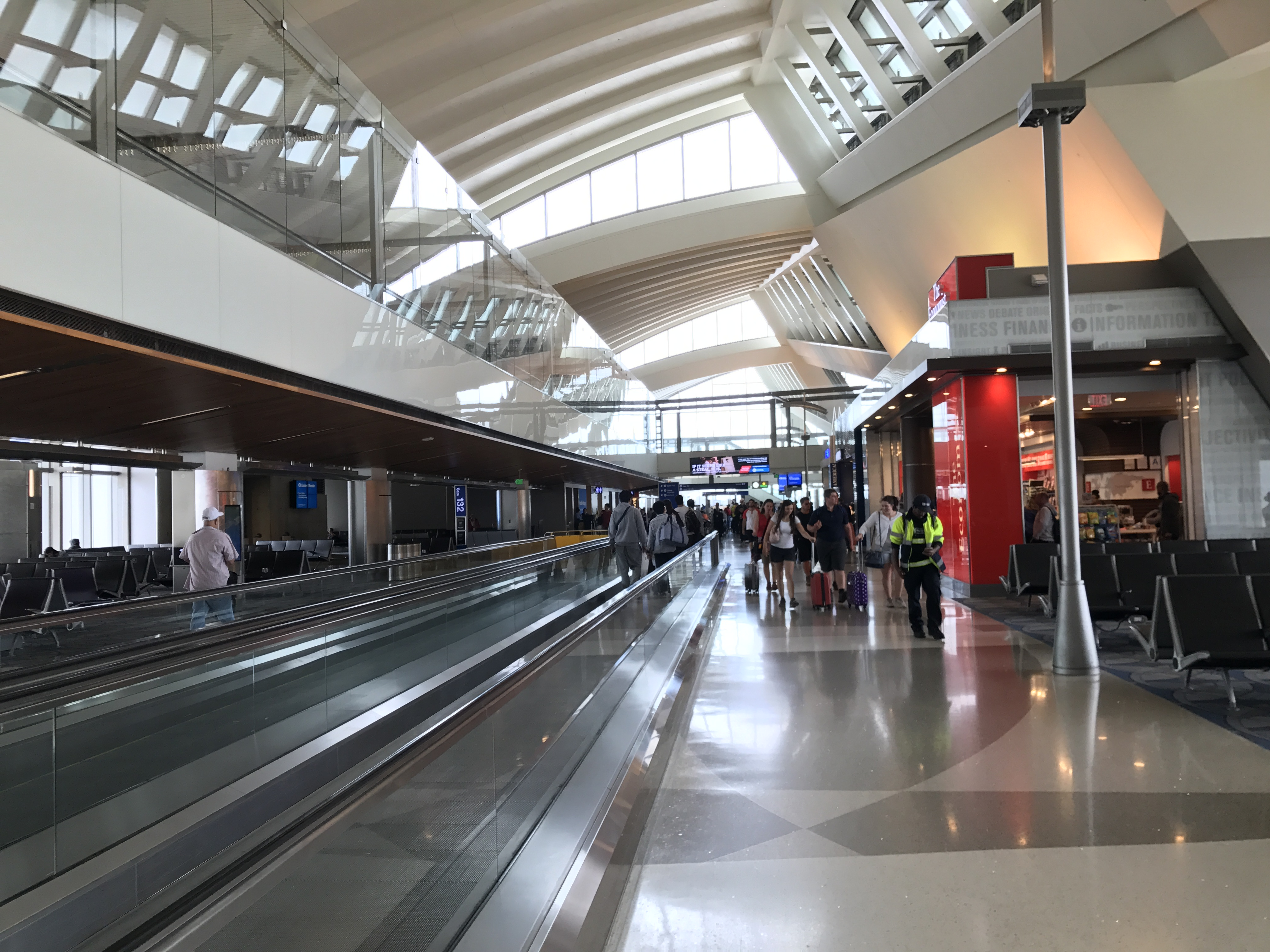
Interior de la Terminal Tom Bradley en LAX.

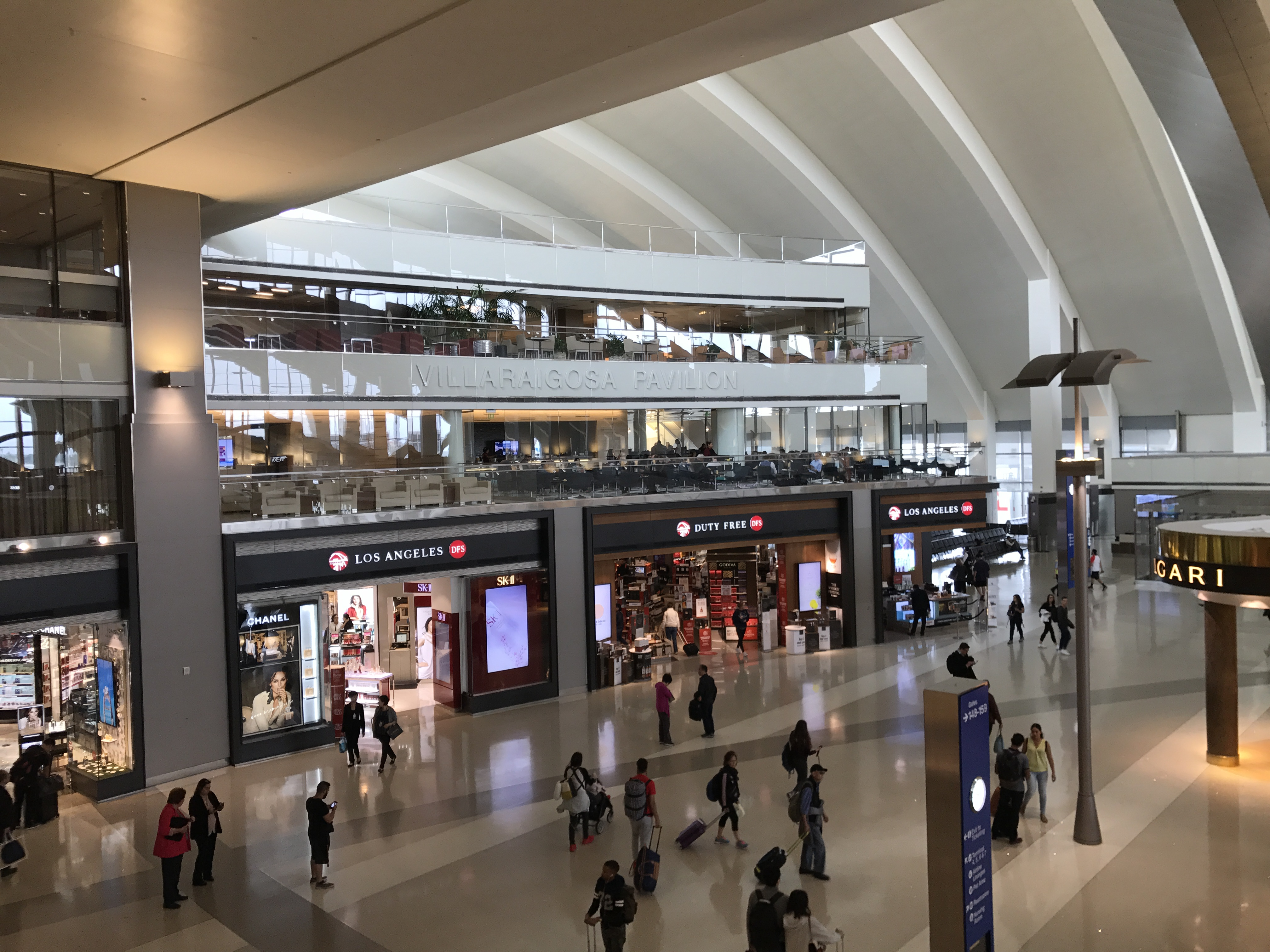
Interior de la Terminal Tom Bradley en LAX.

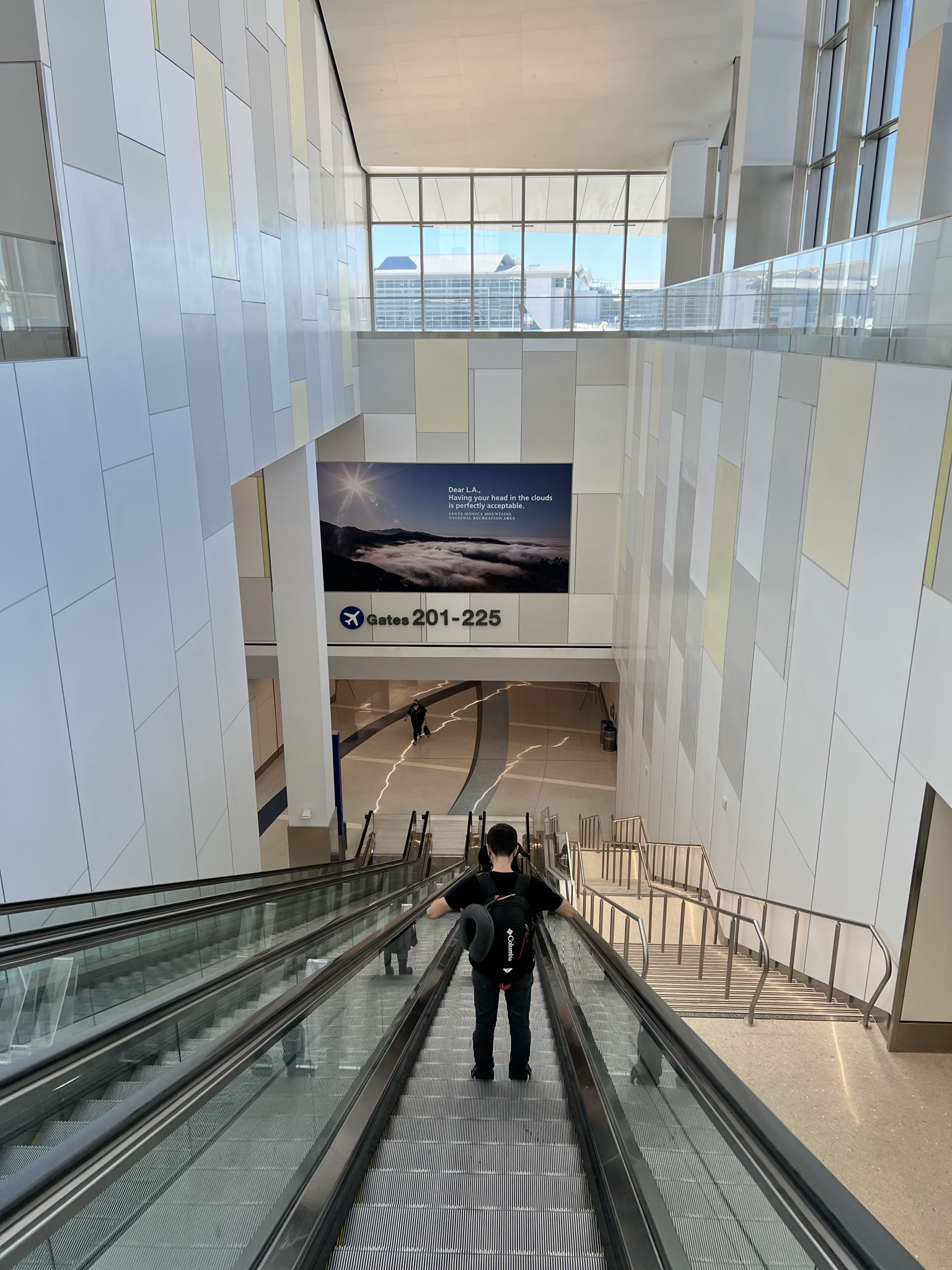
Escaleras hacia las West Gates de la Terminal Tom Bradley en LAX.

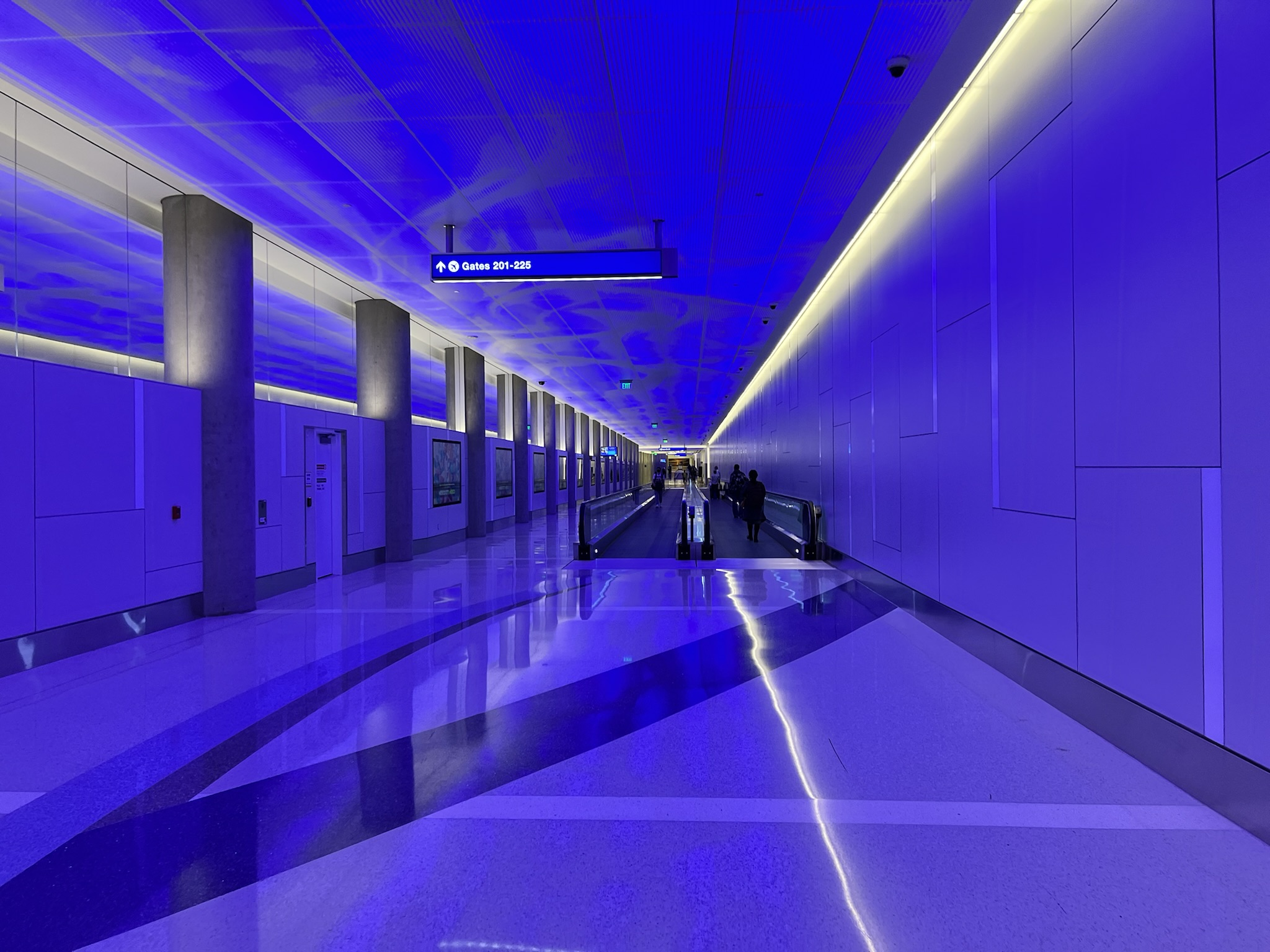
Pasillo conector hacia las West Gates de la Terminal Tom Bradley en LAX.

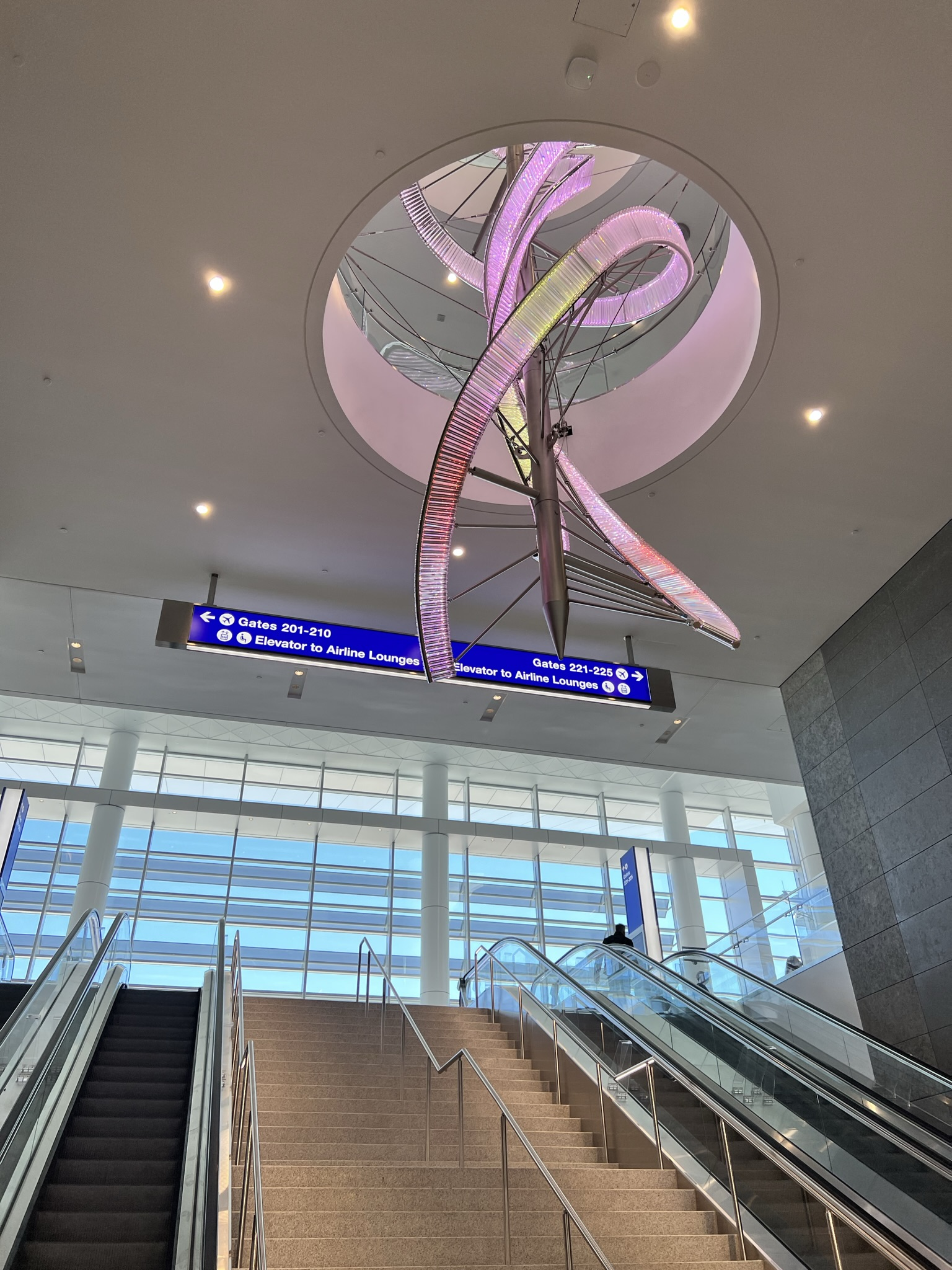
Escaleras hacia las West Gates de la Terminal Tom Bradley en LAX.

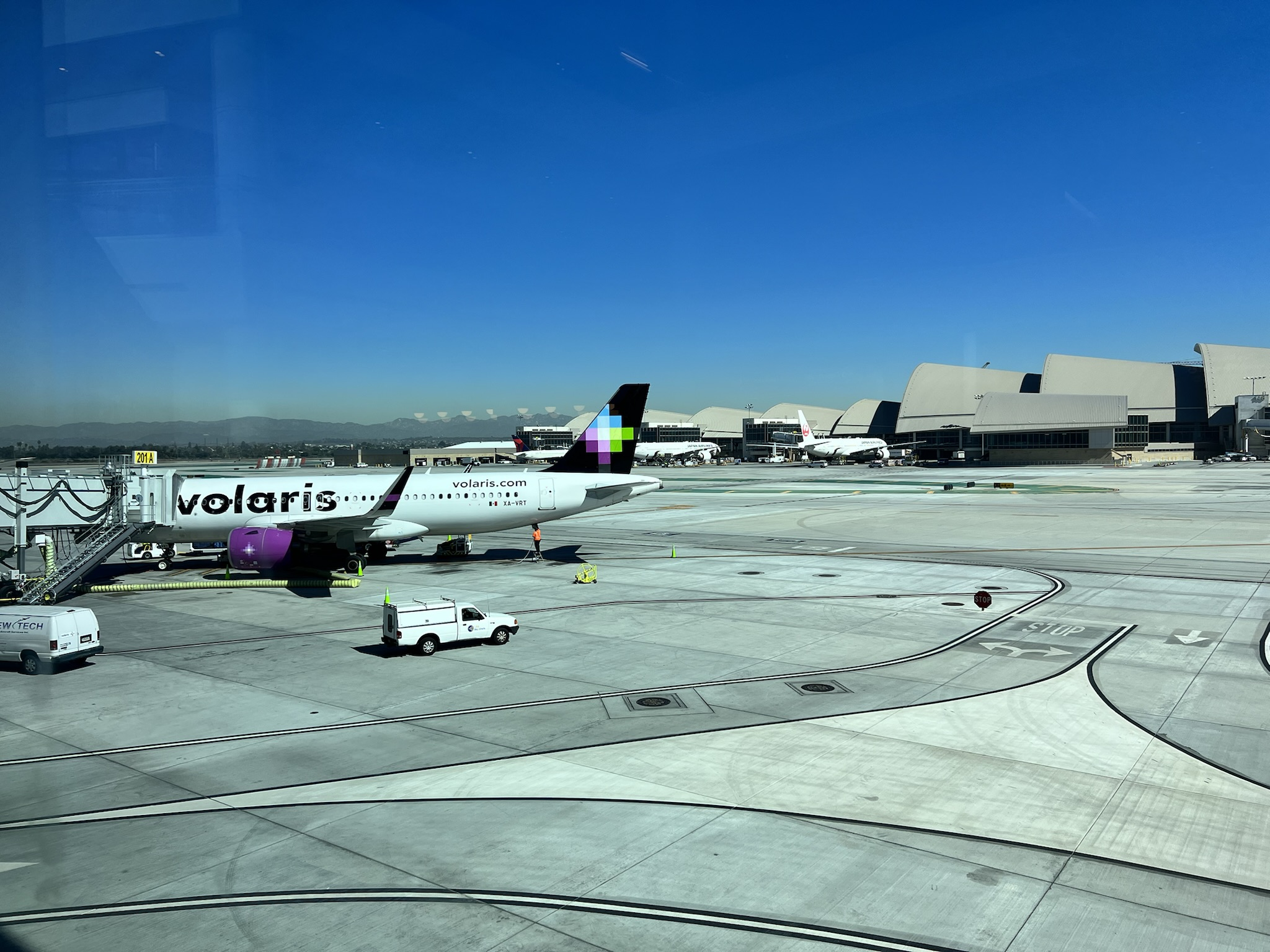
A320 de Volaris en las West Gates de la Terminal Tom Bradley en LAX.

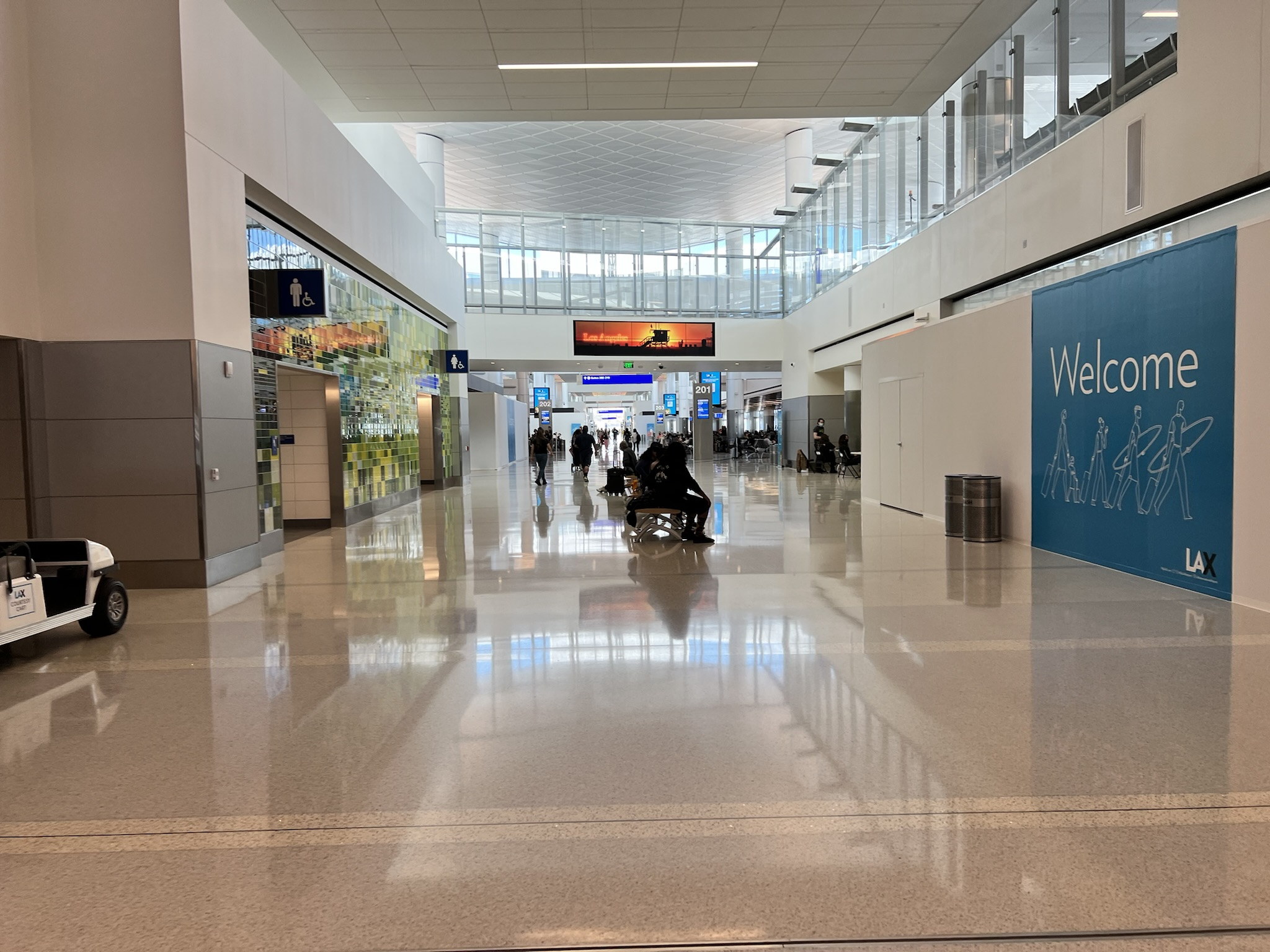
Pasillo principal de las West Gates de la Terminal Tom Bradley en LAX.

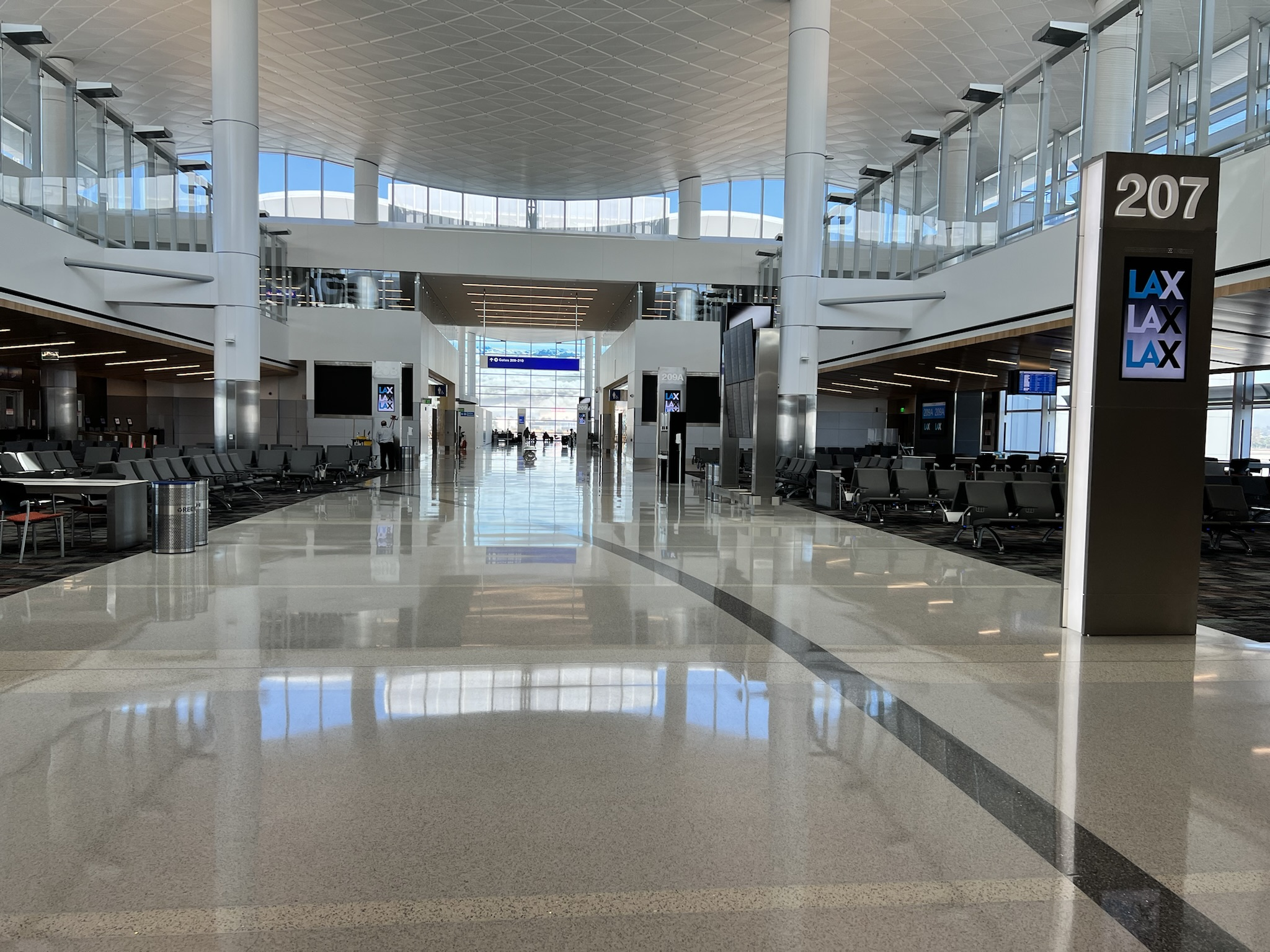
Pasillo principal de las West Gates de la Terminal Tom Bradley en LAX.

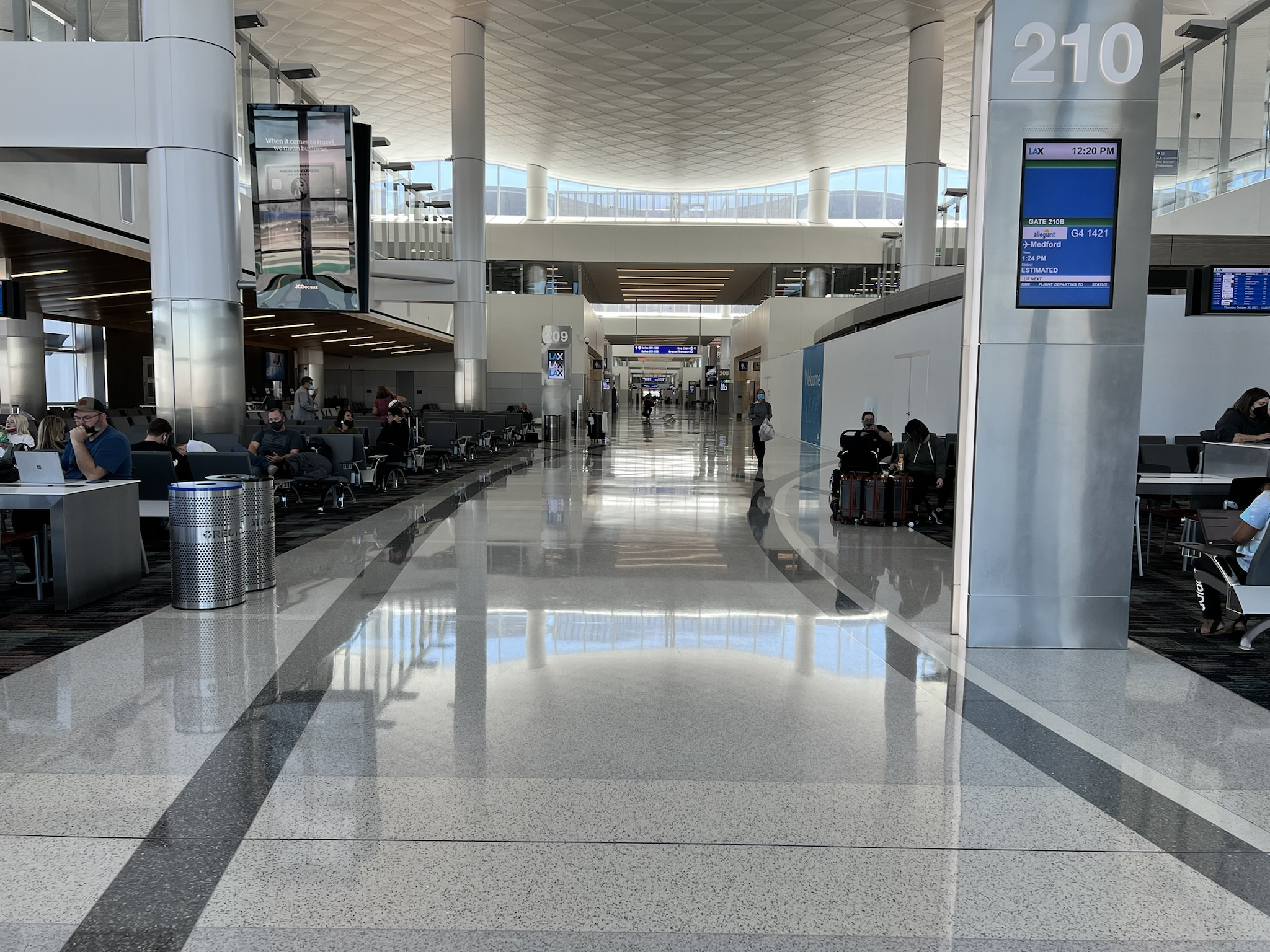
Pasillo principal de las West Gates de la Terminal Tom Bradley en LAX.

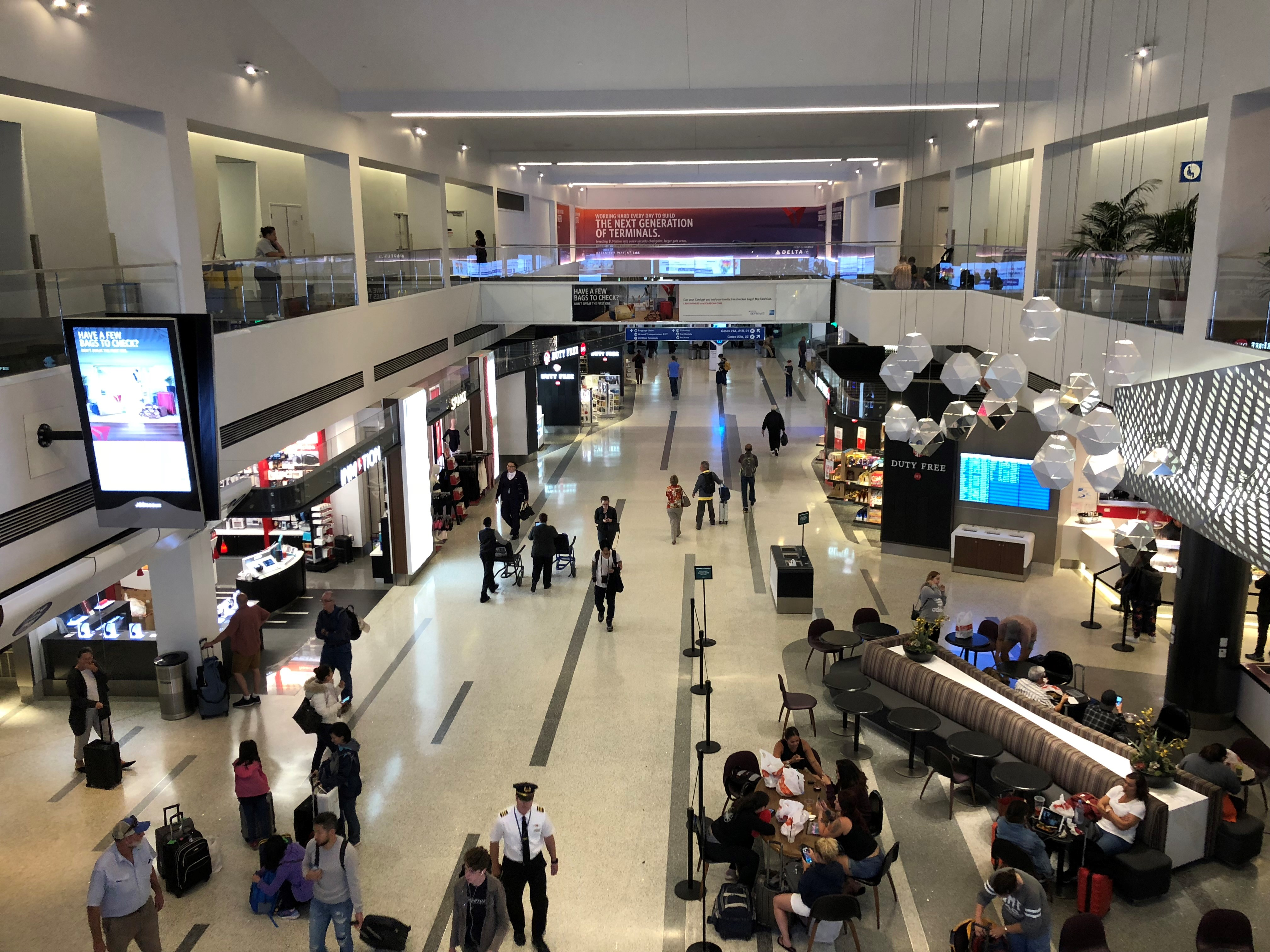
Pasillo principal de la Terminal 2 en LAX.

### Destinos nacionales
| Aerolíneas               | Destinos |
| ------------------------ | --- |
| Alaska Airlines          | Anchorage, Boise, Eugene, Everett, Kailua-Kona, Las Vegas, Medford, Newark, Portland (OR), Redmond/Bend, Reno/Tahoe, San Francisco, San José (CA), Santa Rosa, Seattle/Tacoma, Spokane, Tri-Cities (WA), Washington-National |
| Allegiant Air            | Bellingham, Boise, Cedar Rapids, Cincinnati, Fayetteville/Betonvile, Grand Rapids, Indianápolis, Little Rock, McAllen, Sioux Falls, Spokane, Springfield/Branson, Tulsa, Wichita Estacional: Bozeman, Grand Junction, Missoula, Omaha |
| American Airlines        | Atlanta, Austin, Boston, Charlotte, Chicago-O'Hare, Columbus–Glenn, Dallas/Fort Worth, Filadelfia, Honolulu, Indianápolis, Kahului, Kailua-Kona, Las Vegas, Lihue, Miami, Nashville, Nueva York-JFK, Orlando, Phoenix-Sky Harbor, Pittsburgh, Raleigh/Durham, San Antonio, San Francisco, San Luis, Washington-National Estacional: Eagle/Vail |
| American Eagle           | Albuquerque, Denver, Des Moines (inicia el 6 de octubre de 2025), El Paso, Fayetteville/Bentonville, Houston-Intercontinental, Jackson Hole, Oklahoma City, Omaha, Portland (OR), Sacramento, San Antonio, San Francisco, Santa Fe (inicia el 6 de octubre de 2025), Seattle/Tacoma, Tucson, Tulsa Estacional: Aspen, Bozeman, Missoula, Phoenix-Sky Harbor, Reno/Tahoe, Salt Lake City                                                                                             |
| Breeze Airways           | Jacksonville (FL), Nueva Orleans (reinicia el 4 de febrero de 2026), Pittsburgh, Raleigh/Durham, Richmond Estacional: Akron/Canton, Charleston (SC), Greenville/Spartanburg, Huntsville, Madison, Norfolk, Providence |
| Delta Air Lines          | Atlanta, Austin, Boston, Chicago–O'Hare (inicia el 7 de junio de 2026), Cincinnati, Dallas/Fort Worth, Denver, Detroit, Fort Lauderdale, Honolulu, Houston-Intercontinental, Indianápolis, Kahului, Kailua-Kona, Kansas City, Las Vegas, Lihue, Memphis, Miami, Mineápolis/St. Paul, Nashville, Nueva Orleans, Nueva York-JFK, Orlando, Portland (OR), Raleigh/Durham, Salt Lake City, San Antonio, San Francisco, Seattle/Tacoma, Tampa, Washington-National Estacional: Anchorage |
| Delta Connection         | Albuquerque, Aspen, Boise, Phoenix-Sky Harbor, Reno/Tahoe, Sacramento, San Diego, San José (CA), Spokane, Tucson Estacional: Bozeman, Eagle/Vail, Jackson Hole, Sun Valley |
| Frontier Airlines        | Atlanta, Chicago–O'Hare, Dallas/Fort Worth, Denver, Filadelfia, Houston–Intercontinental, Las Vegas, Nueva York-JFK, Orlando, Phoenix–Sky Harbor, Portland (OR), Sacramento, Salt Lake City, San Francisco, San José (CA), Seattle/Tacoma |
| Hawaiian Airlines        | Honolulu, Kahului, Lihue |
| JetBlue Airways          | Boston, Fort Lauderdale, Nueva York-JFK Estacional: Búfalo, Newark, West Palm Beach |
| JSX                      | Las Vegas |
| Southern Airways Express | Imperial/El Centro |
| Southwest Airlines       | Albuquerque, Austin, Baltimore, Chicago-Midway, Dallas-Love, Denver, El Paso, Honolulu, Houston-Hobby, Kansas City, Las Vegas, Nashville, Nueva Orleans, Oakland, Oklahoma City (inicia el 22 de noviembre de 2025), Phoenix-Sky Harbor, Reno/Tahoe, Sacramento, Salt Lake City, San Antonio, San Francisco, San José (CA), San Luis, Tucson Estacional: Kahului, Kailua-Kona, Lihue, Orlando                                                                                       |
| Spirit Airlines          | Atlanta, Austin, Baltimore, Charlotte, Chicago-O'Hare, Dallas/Fort Worth, Detroit, Filadelfia, Houston-Intercontinental, Indianápolis, Kansas City, Las Vegas, Mineápolis/St. Paul, Nashville, Newark, Nueva Orleans, Salt Lake City, San Antonio |
| Sun Country Airlines     | Mineápolis/St. Paul |
| United Airlines          | Austin, Baltimore, Boston, Chicago-O'Hare, Cleveland, Denver, Honolulu, Houston-Intercontinental, Kahului, Kailua-Kona, Las Vegas, Lihue, Newark, Orlando, Phoenix-Sky Harbor, San Francisco, Seattle/Tacoma, Tampa, Washington-Dulles Estacional: Bozeman, Fort Myers, Jackson Hole |
| United Express           | Aspen, Austin, Boise, Bozeman, Eureka, Fresno, Monterey, Phoenix-Sky Harbor, Prescott, Redding, Redmond/Bend, Reno/Tahoe, Sacramento, Salt Lake City, San Diego, San Luis Obispo, Santa Bárbara, St. George (UT) Estacional: Eagle/Vail, Glacier Park/Kalispell, Hayden/Steamboat Springs, Jackson Hole, Montrose, Palm Springs, Sun Valley |

### Destinos internacionales
| Ciudades por país         | Nombre del aeropuerto                                  | Aerolíneas |              |              |              |
| Norteamérica              | Norteamérica                                           | Norteamérica | Norteamérica | Norteamérica | Norteamérica |
| ------------------------- | ------------------------------------------------------ | --- | ------------ | ------------ | ------------ |
| Canadá                    |                                                        | |              |              |              |
| Calgary                   | Aeropuerto Internacional de Calgary                    | Air Canada / United Airlines (Estacional) / WestJet                                                                                      |              |              |              |
| Edmonton                  | Aeropuerto Internacional de Edmonton                   | Flair Airlines (Estacional) / WestJet |              |              |              |
| Kelowna                   | Aeropuerto Internacional de Kelowna                    | Alaska Airlines (Estacional) |              |              |              |
| Montreal                  | Aeropuerto Internacional Pierre Elliott Trudeau        | Air Canada / Air Transat (Estacional) / Porter Airlines (Estacional)                                                                     |              |              |              |
| Toronto                   | Aeropuerto Internacional Toronto Pearson               | Air Canada / Porter Airlines / WestJet (Estacional)                                                                                      |              |              |              |
| Vancouver                 | Aeropuerto Internacional de Vancouver                  | Air Canada / American Eagle / Flair Airlines / United Airlines (Estacional) / United Express / WestJet                                   |              |              |              |
| Winnipeg                  | Aeropuerto Internacional James Armstrong Richardson    | WestJet |              |              |              |
| México                    |                                                        | |              |              |              |
| Aguascalientes            | Aeropuerto Internacional de Aguascalientes             | Volaris |              |              |              |
| Cabo San Lucas            | Aeródromo Internacional de Cabo San Lucas              | JSX |              |              |              |
| Cancún                    | Aeropuerto Internacional de Cancún                     | Alaska Airlines / American Airlines / Delta Air Lines / United Airlines                                                                  |              |              |              |
| Ciudad de México          | Aeropuerto Internacional de la Ciudad de México        | Aeroméxico / American Airlines / Delta Air Lines (Estacional) / Viva / Volaris                                                           |              |              |              |
| Ciudad de México          | Aeropuerto Internacional Felipe Ángeles                | Viva (inicia el 1 de noviembre de 2025)                                                                                                  |              |              |              |
| Cozumel                   | Aeropuerto Internacional de Cozumel                    | United Airlines |              |              |              |
| Guadalajara               | Aeropuerto Internacional de Guadalajara                | Aeroméxico / Alaska Airlines / Viva / Volaris                                                                                            |              |              |              |
| Ixtapa-Zihuatanejo        | Aeropuerto Internacional de Ixtapa-Zihuatanejo         | Alaska Airlines / United Express |              |              |              |
| La Paz                    | Aeropuerto Internacional de La Paz                     | Alaska Airlines |              |              |              |
| León                      | Aeropuerto Internacional del Bajío                     | Volaris |              |              |              |
| Loreto                    | Aeropuerto Internacional de Loreto                     | Alaska Airlines |              |              |              |
| Manzanillo                | Aeropuerto Internacional de Manzanillo                 | Aeroméxico / Alaska Airlines / United Express                                                                                            |              |              |              |
| Mazatlán                  | Aeropuerto Internacional General Rafael Buelna         | Alaska Airlines / Delta Air Lines |              |              |              |
| Mérida                    | Aeropuerto Internacional de Mérida                     | Viva (Estacional) |              |              |              |
| Morelia                   | Aeropuerto Internacional General Francisco J. Múgica   | Volaris |              |              |              |
| Monterrey                 | Aeropuerto Internacional de Monterrey                  | Alaska Airlines (finaliza el 3 de octubre de 2025) / Viva (Estacional)                                                                   |              |              |              |
| Oaxaca                    | Aeropuerto Internacional Xoxocotlán                    | Volaris |              |              |              |
| Puerto Vallarta           | Aeropuerto Internacional de Puerto Vallarta            | Alaska Airlines / American Airlines / American Eagle (Estacional) / Delta Air Lines / Spirit Airlines / United Airlines (Estacional)     |              |              |              |
| Querétaro                 | Aeropuerto Intercontinental de Querétaro               | Volaris |              |              |              |
| San José del Cabo         | Aeropuerto Internacional de Los Cabos                  | Alaska Airlines / American Airlines / Delta Air Lines / Spirit Airlines (Estacional) / United Airlines (Estacional)                      |              |              |              |
| Tepic                     | Aeropuerto Internacional Amado Nervo                   | Volaris |              |              |              |
| Tulum                     | Aeropuerto Internacional de Tulum                      | United Airlines (Estacional) |              |              |              |
| Uruapan                   | Aeropuerto Internacional de Uruapan                    | Volaris |              |              |              |
| Zacatecas                 | Aeropuerto Internacional de Zacatecas                  | Volaris |              |              |              |
| Centroamérica y El Caribe |                                                        | |              |              |              |
| Belice                    |                                                        | |              |              |              |
| Ciudad de Belice          | Aeropuerto Internacional Philip S. W. Goldson          | Alaska Airlines (Estacional) / American Airlines / United Airlines                                                                       |              |              |              |
| Costa Rica                |                                                        | |              |              |              |
| Liberia                   | Aeropuerto de Guanacaste                               | Alaska Airlines / Delta Air Lines / United Airlines (Estacional)                                                                         |              |              |              |
| San José                  | Aeropuerto Internacional Juan Santamaría               | Alaska Airlines / Avianca Costa Rica / Delta Air Lines / JetBlue Airways / United Airlines (Estacional) / Volaris Costa Rica             |              |              |              |
| El Salvador               |                                                        | |              |              |              |
| San Salvador              | Aeropuerto Internacional de El Salvador                | Avianca El Salvador / United Air Lines / Volaris El Salvador                                                                             |              |              |              |
| Guatemala                 |                                                        | |              |              |              |
| Ciudad de Guatemala       | Aeropuerto Internacional La Aurora                     | Alaska Airlines / Avianca El Salvador / United Air Lines / Volaris Costa Rica                                                            |              |              |              |
| Honduras                  |                                                        | |              |              |              |
| San Pedro Sula            | Aeropuerto Internacional Ramón Villeda Morales         | United Airlines (Estacional) |              |              |              |
| Islas Caimán              |                                                        | |              |              |              |
| Gran Caimán               | Aeropuerto Internacional Owen Roberts                  | Cayman Airways (Estacional) |              |              |              |
| Panamá                    |                                                        | |              |              |              |
| Ciudad de Panamá          | Aeropuerto Internacional de Tocumen                    | Copa Airlines |              |              |              |
| Sudamérica                |                                                        | |              |              |              |
| Brasil                    |                                                        | |              |              |              |
| São Paulo                 | Aeropuerto Internacional de São Paulo-Guarulhos        | LATAM Brasil |              |              |              |
| Chile                     |                                                        | |              |              |              |
| Santiago de Chile         | Aeropuerto Internacional Arturo Merino Benítez         | LATAM Chile |              |              |              |
| Perú                      |                                                        | |              |              |              |
| Lima                      | Aeropuerto Internacional Jorge Chávez                  | LATAM Chile / LATAM Perú |              |              |              |
| Europa                    |                                                        | |              |              |              |
| Alemania                  |                                                        | |              |              |              |
| Fráncfort                 | Aeropuerto de Fráncfort del Meno                       | Condor (Estacional) / Lufthansa |              |              |              |
| Múnich                    | Aeropuerto Internacional de Múnich-Franz Josef Strauss | Lufthansa |              |              |              |
| Austria                   |                                                        | |              |              |              |
| Viena                     | Aeropuerto de Viena-Schwechat                          | Austrian Airlines (Estacional) |              |              |              |
| Dinamarca                 |                                                        | |              |              |              |
| Copenhague                | Aeropuerto de Copenhague-Kastrup                       | Scandinavian Airlines |              |              |              |
| España                    |                                                        | |              |              |              |
| Barcelona                 | Aeropuerto Josep Tarradellas Barcelona-El Prat         | Level |              |              |              |
| Madrid                    | Aeropuerto Adolfo Suárez Madrid-Barajas                | Iberia |              |              |              |
| Finlandia                 |                                                        | |              |              |              |
| Helsinki                  | Aeropuerto de Helsinki-Vantaa                          | Finnair |              |              |              |
| Francia                   |                                                        | |              |              |              |
| París                     | Aeropuerto de París-Charles de Gaulle                  | Air France / Air Tahiti Nui / Delta Air Lines / Norse Atlantic Airways (Estacional)                                                      |              |              |              |
| París                     | Aeropuerto de París-Orly                               | French Bee |              |              |              |
| Grecia                    |                                                        | |              |              |              |
| Atenas                    | Aeropuerto Internacional Eleftherios Venizelos         | Norse Atlantic Airways (Estacional) |              |              |              |
| Irlanda                   |                                                        | |              |              |              |
| Dublín                    | Aeropuerto de Dublín                                   | Aer Lingus |              |              |              |
| Italia                    |                                                        | |              |              |              |
| Roma                      | Aeropuerto de Roma-Fiumicino                           | ITA Airways / Norse Atlantic Airways (Estacional)                                                                                        |              |              |              |
| Noruega                   |                                                        | |              |              |              |
| Oslo                      | Aeropuerto de Oslo-Gardermoen                          | Norse Atlantic Airways (Estacional) |              |              |              |
| Países Bajos              |                                                        | |              |              |              |
| Ámsterdam                 | Aeropuerto de Ámsterdam-Schiphol                       | KLM |              |              |              |
| Polonia                   |                                                        | |              |              |              |
| Varsovia                  | Aeropuerto de Varsovia-Chopin                          | LOT Polish Airlines |              |              |              |
| Portugal                  |                                                        | |              |              |              |
| Lisboa                    | Aeropuerto de Lisboa                                   | TAP Air Portugal (Estacional) |              |              |              |
| Reino Unido               |                                                        | |              |              |              |
| Londres                   | Aeropuerto de Londres-Heathrow                         | American Airlines / British Airways / United Airlines / Virgin Atlantic                                                                  |              |              |              |
| Londres                   | Aeropuerto de Londres-Gatwick                          | Norse Atlantic Airways |              |              |              |
| Mánchester                | Aeropuerto de Mánchester                               | Virgin Atlantic (Estacional) |              |              |              |
| Suiza                     |                                                        | |              |              |              |
| Zúrich                    | Aeropuerto Internacional de Zúrich                     | Swiss International Air Lines |              |              |              |
| Turquía                   |                                                        | |              |              |              |
| Estambul                  | Aeropuerto Internacional de Estambul                   | Turkish Airlines |              |              |              |
| Asia                      |                                                        | |              |              |              |
| Arabia Saudita            |                                                        | |              |              |              |
| Yida                      | Aeropuerto Internacional Rey Abdulaziz                 | Saudia |              |              |              |
| Catar                     |                                                        | |              |              |              |
| Doha                      | Aeropuerto Internacional Hamad                         | Qatar Airways |              |              |              |
| China                     |                                                        | |              |              |              |
| Cantón                    | Aeropuerto Internacional de Cantón-Baiyun              | China Southern Airlines |              |              |              |
| Chengdu                   | Aeropuerto Internacional de Chengdu-Tianfu             | Sichuan Airlines |              |              |              |
| Pekín                     | Aeropuerto Internacional de Pekín-Capital              | Air China / United Airlines |              |              |              |
| Qingdao                   | Aeropuerto Internacional de Qingdao-Liuting            | Xiamen Air |              |              |              |
| Shanghái                  | Aeropuerto Internacional de Shanghái-Pudong            | China Eastern Airlines / Delta Air Lines / United Airlines                                                                               |              |              |              |
| Shenzhen                  | Aeropuerto Internacional de Shenzhen-Bao'an            | Air China |              |              |              |
| Xiamen                    | Aeropuerto Internacional de Xiamen-Gaoqi               | Xiamen Air |              |              |              |
| Corea del Sur             |                                                        | |              |              |              |
| Seúl                      | Aeropuerto Internacional de Incheon                    | Air Premia / Asiana Airlines / Korean Air                                                                                                |              |              |              |
| EAU                       |                                                        | |              |              |              |
| Dubái                     | Aeropuerto Internacional de Dubái                      | Emirates |              |              |              |
| Filipinas                 |                                                        | |              |              |              |
| Cebú                      | Aeropuerto Internacional de Mactán-Cebú                | Philippine Airlines |              |              |              |
| Manila                    | Aeropuerto Internacional Ninoy Aquino                  | Philippine Airlines |              |              |              |
| Hong Kong                 |                                                        | |              |              |              |
| Hong Kong                 | Aeropuerto Internacional de Hong Kong                  | Cathay Pacific / Delta Air Lines (inicia el 6 de junio de 2026) / United Airlines                                                        |              |              |              |
| Israel                    |                                                        | |              |              |              |
| Tel Aviv                  | Aeropuerto Internacional Ben Gurión                    | El Al |              |              |              |
| Japón                     |                                                        | |              |              |              |
| Osaka                     | Aeropuerto Internacional de Kansai                     | Japan Airlines |              |              |              |
| Tokio                     | Aeropuerto Internacional de Haneda                     | All Nippon Airways / American Airlines / Delta Air Lines / Japan Airlines / United Airlines                                              |              |              |              |
| Tokio                     | Aeropuerto Internacional de Narita                     | All Nippon Airways / Japan Airlines / Singapore Airlines / United Airlines / ZIPAIR                                                      |              |              |              |
| Tailandia                 |                                                        | |              |              |              |
| Bangkok                   | Aeropuerto Internacional Suvarnabhumi                  | United Airlines (inicia el 24 de octubre de 2025)                                                                                        |              |              |              |
| Taiwán                    |                                                        | |              |              |              |
| Taipéi                    | Aeropuerto Internacional de Taiwán Taoyuan             | China Airlines / EVA Air / StarLux Airlines                                                                                              |              |              |              |
| Singapur                  |                                                        | |              |              |              |
| Singapur                  | Aeropuerto Internacional de Singapur                   | Singapore Airlines |              |              |              |
| Vietnam                   |                                                        | |              |              |              |
| Ciudad Ho Chi Minh        | Aeropuerto Internacional de Tan Son Nhat               | United Airlines (reinicia el 25 de octubre de 2025)                                                                                      |              |              |              |
| Oceanía                   |                                                        | |              |              |              |
| Australia                 |                                                        | |              |              |              |
| Brisbane                  | Aeropuerto de Brisbane                                 | American Airlines (Estacional) (inicia el 5 de diciembre de 2025) / Delta Air Lines (Estacional) / Qantas / United Airlines (Estacional) |              |              |              |
| Melbourne                 | Aeropuerto Internacional Tullamarine                   | Delta Air Lines (Estacional) (inicia el 3 de diciembre de 2025) / Qantas / United Airlines                                               |              |              |              |
| Sídney                    | Aeropuerto Internacional Kingsford Smith               | American Airlines / Delta Air Lines / Qantas / United Airlines                                                                           |              |              |              |
| Fiyi                      |                                                        | |              |              |              |
| Nadi                      | Aeropuerto Internacional de Nadi                       | Fiji Airways |              |              |              |
| Islas Cook                |                                                        | |              |              |              |
| Avarua                    | Aeropuerto Internacional Rarotonga                     | Air New Zealand |              |              |              |
| Polinesia Francesa        |                                                        | |              |              |              |
| Papeete                   | Aeropuerto Internacional Faa'a                         | Air France / Air Tahiti Nui |              |              |              |
| Nueva Zelanda             |                                                        | |              |              |              |
| Auckland                  | Aeropuerto Internacional de Auckland                   | Air New Zealand / Air Tahiti Nui / American Airlines (Estacional) / Delta Air Lines (Estacional) / United Airlines (Estacional)          |              |              |              |
| Christchurch              | Aeropuerto Internacional de Christchurch               | American Airlines |              |              |              |

### Carga
| Aerolíneas               | Destinos |
| ------------------------ | --- |
| AeroLogic                | Fráncfort |
| AeroUnion                | Ciudad de México–AIFA, Guadalajara, León/El Bajío, Monterrey |
| Air China Cargo          | Pekín–Capital, Shanghái–Pudong |
| Aloha Air Cargo          | Honolulu, Seattle/Tacoma |
| Amazon Air               | Baltimore, Cincinnati |
| Ameriflight              | Reno/Tahoe |
| ANA Cargo                | Tokio–Narita |
| Asiana Cargo             | Anchorage, San Francisco, Seúl–Incheon |
| Atlas Air                | Anchorage, Chicago–O'Hare, Chongqing, Cincinnati, Dallas/Fort Worth, Detroit, Guadalajara, Harrisburg, Hong Kong, Honolulu, Leipzig/Halle, Miami, Nueva York–JFK, Ontario, Qingdao, Seúl–Incheon, Shanghái–Pudong, Taipéi–Taoyuan, Tokio–Narita                                                                                   |
| Cargolux                 | Anchorage, Calgary, Ciudad de México–AIFA, Glasgow–Prestwick, Guadalajara, Hong Kong, Luxemburgo, Milán–Malpensa, Seattle/Tacoma, Singapur |
| Cathay Pacific Cargo     | Anchorage, Dallas/Fort Worth, Ciudad de México–AIFA, Hong Kong, Portland (OR) |
| China Airlines Cargo     | Anchorage, Osaka, San Francisco, Taipéi–Taoyuan |
| China Cargo Airlines     | Santiago de Chile, Shanghái–Pudong, Shenzhen |
| DHL Aviation             | Anchorage, Calgary, Cincinnati, Ciudad de México–AIFA, Guadalajara, East Midlands, Hong Kong, Honolulu, Huatulco, Leipzig/Halle, Phoenix–Sky Harbor, Portland (OR), San Francisco, San José (CA), San José (CR), Seattle/Tacoma, Seúl–Incheon, Sídney, Singapur, Tokio–Narita, Tucson, Vancouver                                  |
| Emirates SkyCargo        | Ciudad de México–AIFA, Copenhague, Dubái–Al Maktoum, Fráncfort, Zaragoza |
| EVA Air Cargo            | Dallas/Fort Worth, San Francisco, Taipéi–Taoyuan |
| FedEx Express            | Anchorage, Auckland, Bangalore, Boston, Burbank, Chicago–O'Hare, Dallas/Fort Worth, Edmonton, Fort Worth/Alliance, Fresno, Honolulu, Indianápolis, Memphis, Miami, Mineápolis/St. Paul, Nashville, Newark, Oakland, Ontario, Orange County, Phoenix–Sky Harbor, Portland (OR), Seattle/Tacoma, Sídney, Tulsa Estacional: Hartford |
| Icelandair Cargo         | Reikiavik–Keflavík |
| Kalitta Air              | Anchorage, Cincinnati, Honolulu, Newburgh, Orlando, Seattle/Tacoma, Sídney, Vancouver |
| Korean Air Cargo         | Anchorage, Chicago–O'Hare, Doha, Lima, San Francisco, Seúl–Incheon, Tokio–Narita |
| Lufthansa Cargo          | Fráncfort |
| Mas Air                  | Ciudad de México–AIFA, Guadalajara, Miami, Mérida, Quito |
| National Airlines (N8)   | Anchorage, Nagoya–Centrair, Shanghái–Pudong |
| Nippon Cargo Airlines    | San Francisco, Tokio–Narita |
| Qantas Freight           | Auckland, Chicago–O'Hare, Chongqing, Honolulu, Melbourne, Sídney |
| Qatar Airways Cargo      | Ámsterdam, Bruselas, Chicago–O'Hare, Ciudad de México–AIFA, Doha, Lieja, Luxemburgo, Ostende/Brujas |
| SF Airlines              | Anchorage, Ezhou, Hangzhou, Shenzhen |
| Silk Way West Airlines   | Bakú |
| Singapore Airlines Cargo | Ámsterdam, Anchorage, Bruselas, Chicago–O'Hare, Hong Kong |
| Sky Lease Cargo          | Miami, Tokio–Narita |
| UPS Airlines             | Dallas/Fort Worth, Louisville, Ontario, Orlando |
| Western Global Airlines  | Anchorage, Fort Myers, Hong Kong, Honolulu, Seúl–Incheon |
| WestJet Cargo            | Calgary, Vancouver |

## Estadísticas
Es el cuarto aeropuerto más ocupado del mundo por tráfico de pasajeros y el undécimo más ocupado por tráfico de carga, atendiendo a más de 87 millones de pasajeros y 2 millones de toneladas de carga y correo en 2018. Es el aeropuerto más ocupado del estado de California, y el segundo aeropuerto más ocupado por embarque de pasajeros en los Estados Unidos. En términos de pasajeros internacionales, el segundo aeropuerto más ocupado para el tráfico internacional en los Estados Unidos, solo por detrás de JFK en la ciudad de Nueva York. El número de movimientos de aeronaves (aterrizajes y despegues) fue de 707,833 en 2018, el tercero más grande que cualquier aeropuerto del mundo.

### Rutas más transitadas

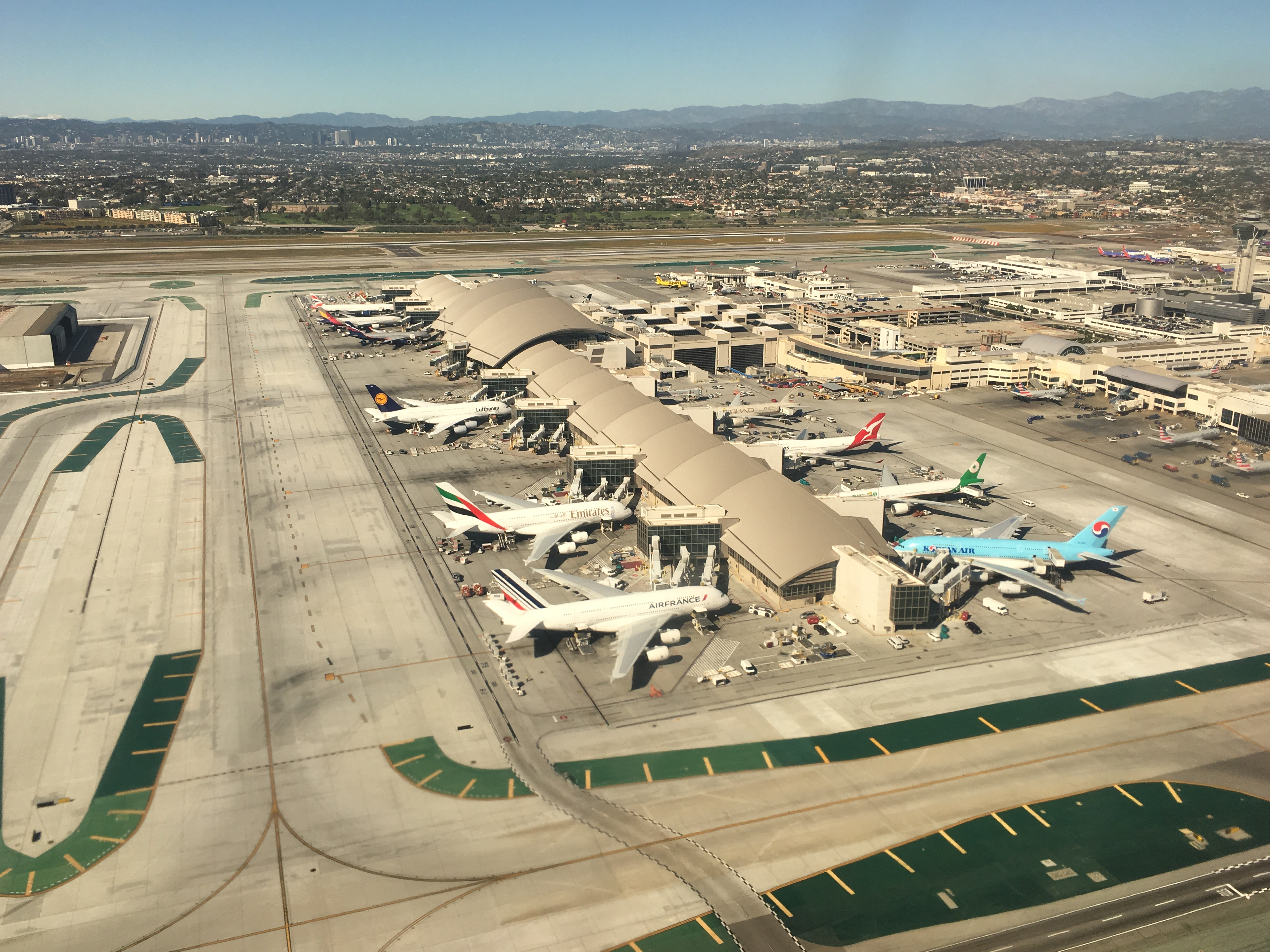
Aerolíneas internacionales de la Terminal Internacional Tom Bradley.

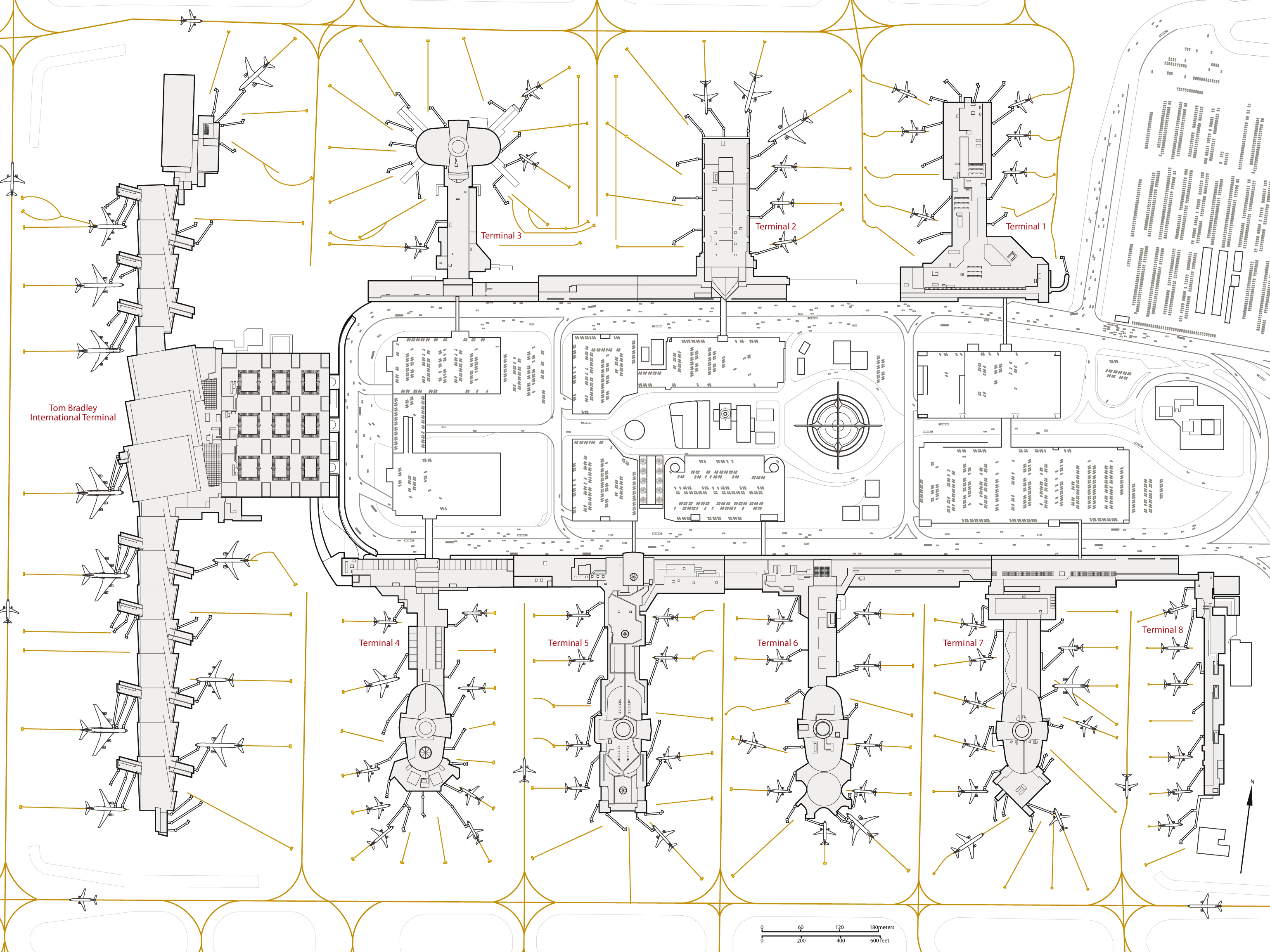
Diagrama de las terminales del aeropuerto.

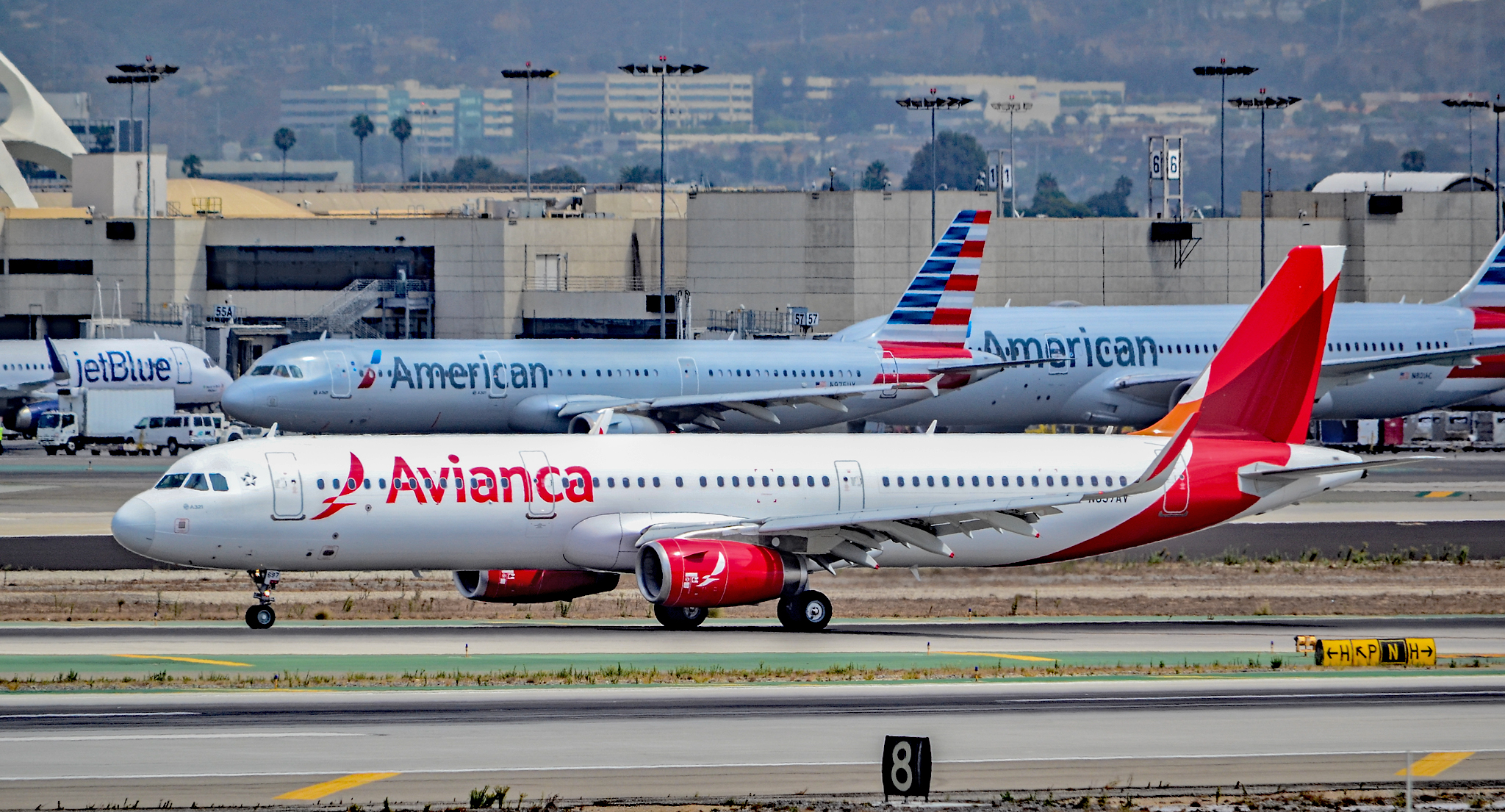
Un Airbus A321 de Avianca con numerosos aviones de American Airlines al fondo.

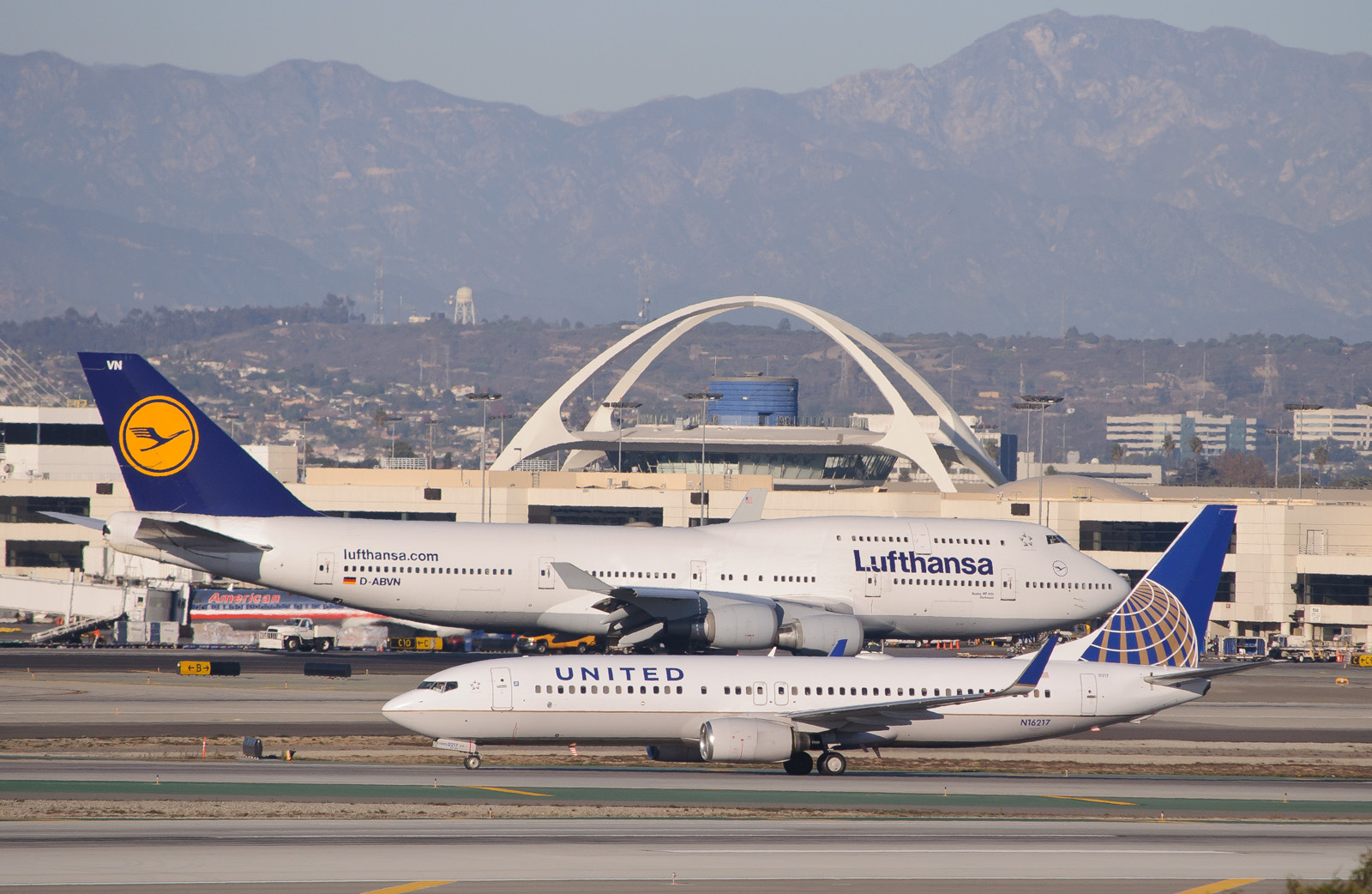
Un 737-800 de United y un 747-400 de Lufthansa rodando.

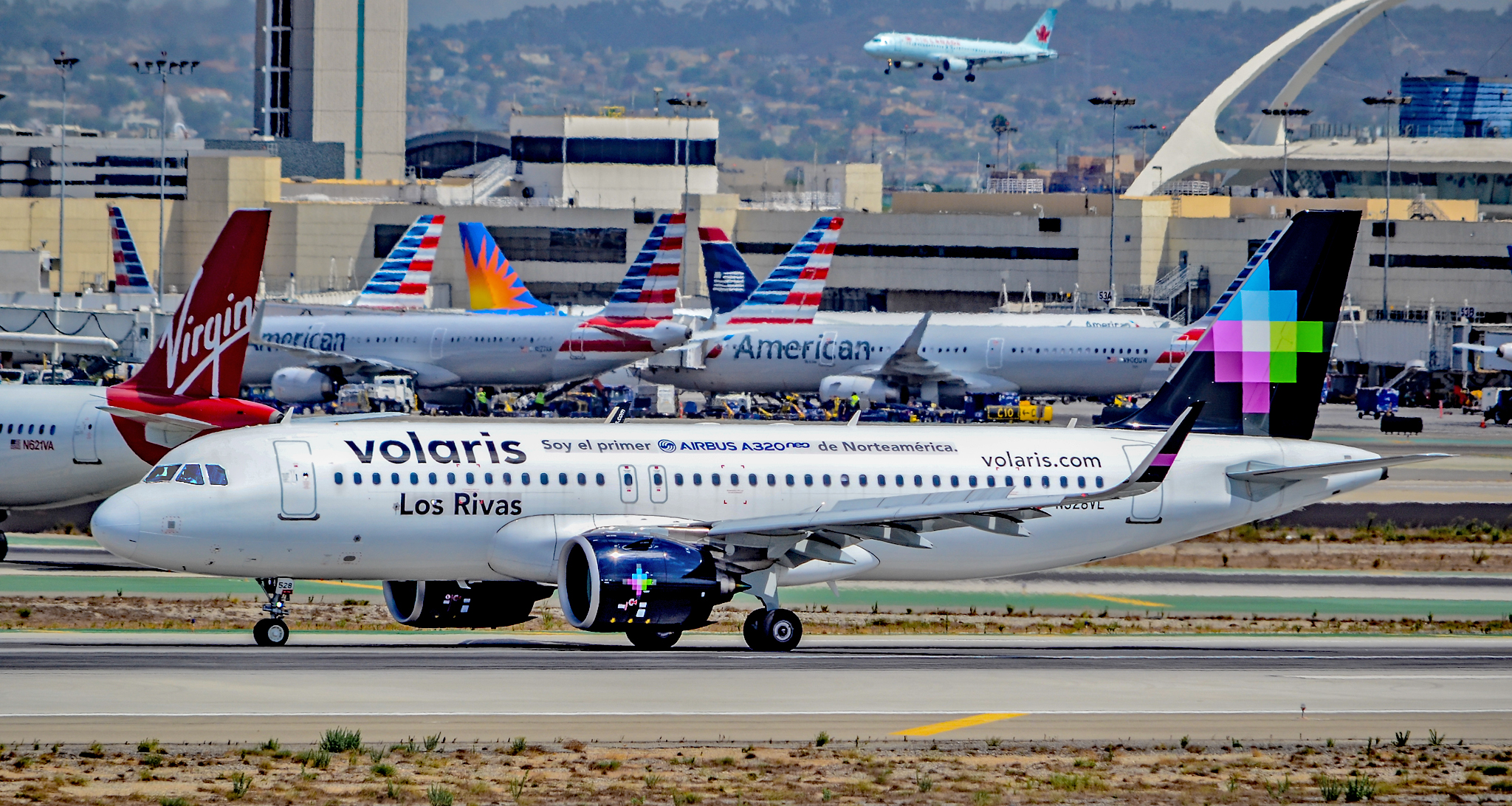
Airbus A320-271Neo de Volaris (N528VL) en el aeropuerto.

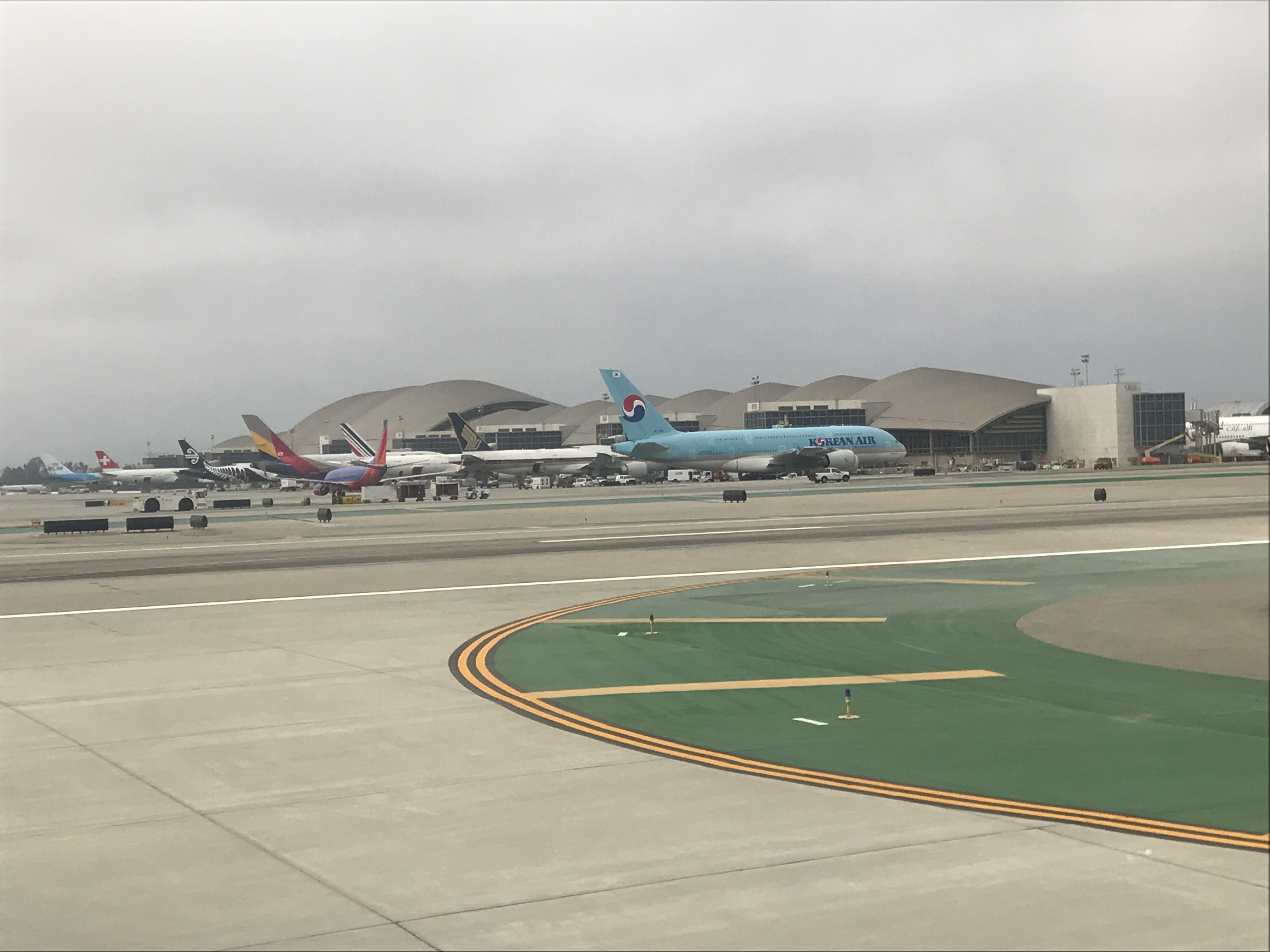
Terminal Tom Bradley en LAX.

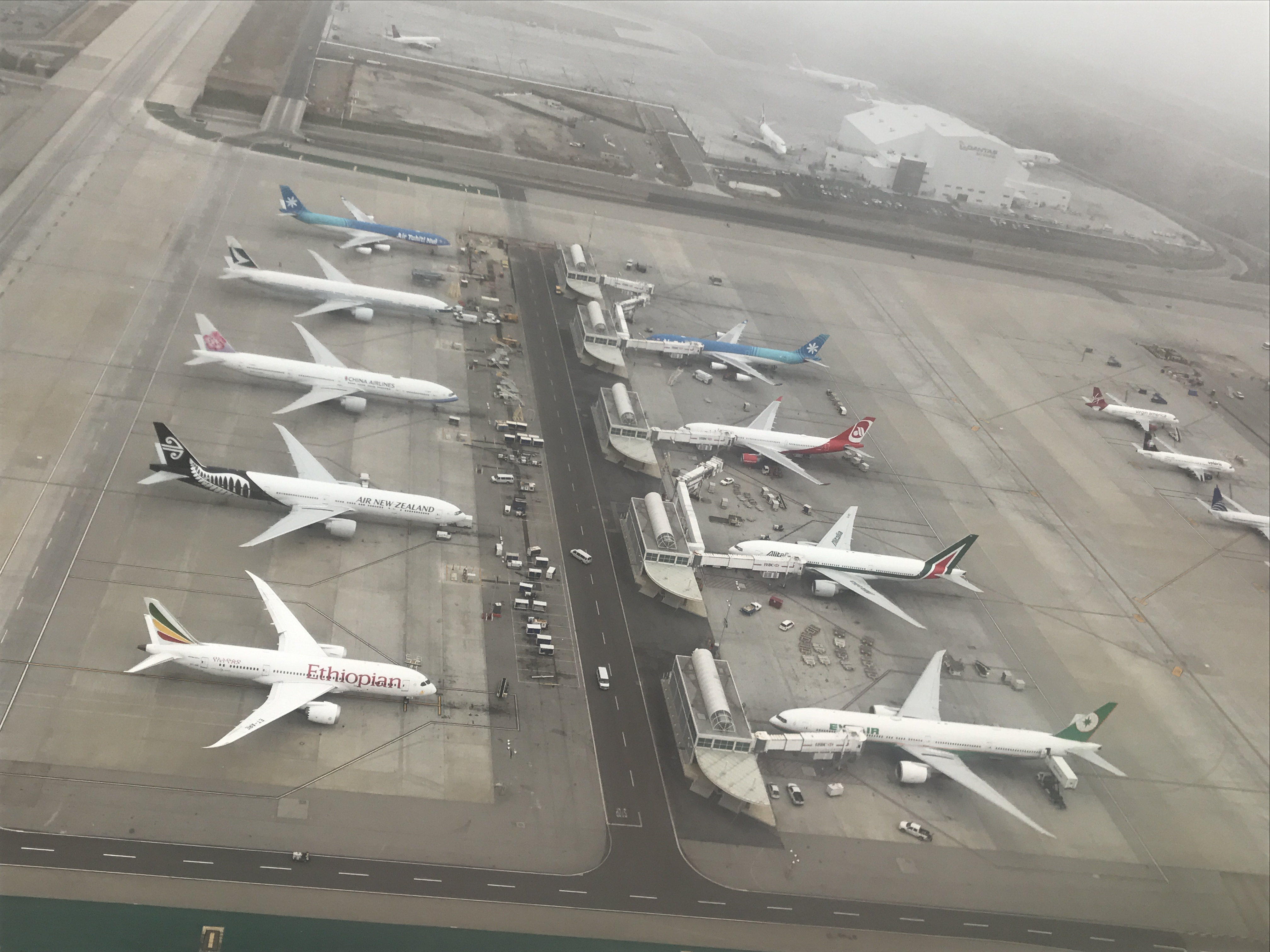
Vista aérea del aeropuerto de Los Ángeles

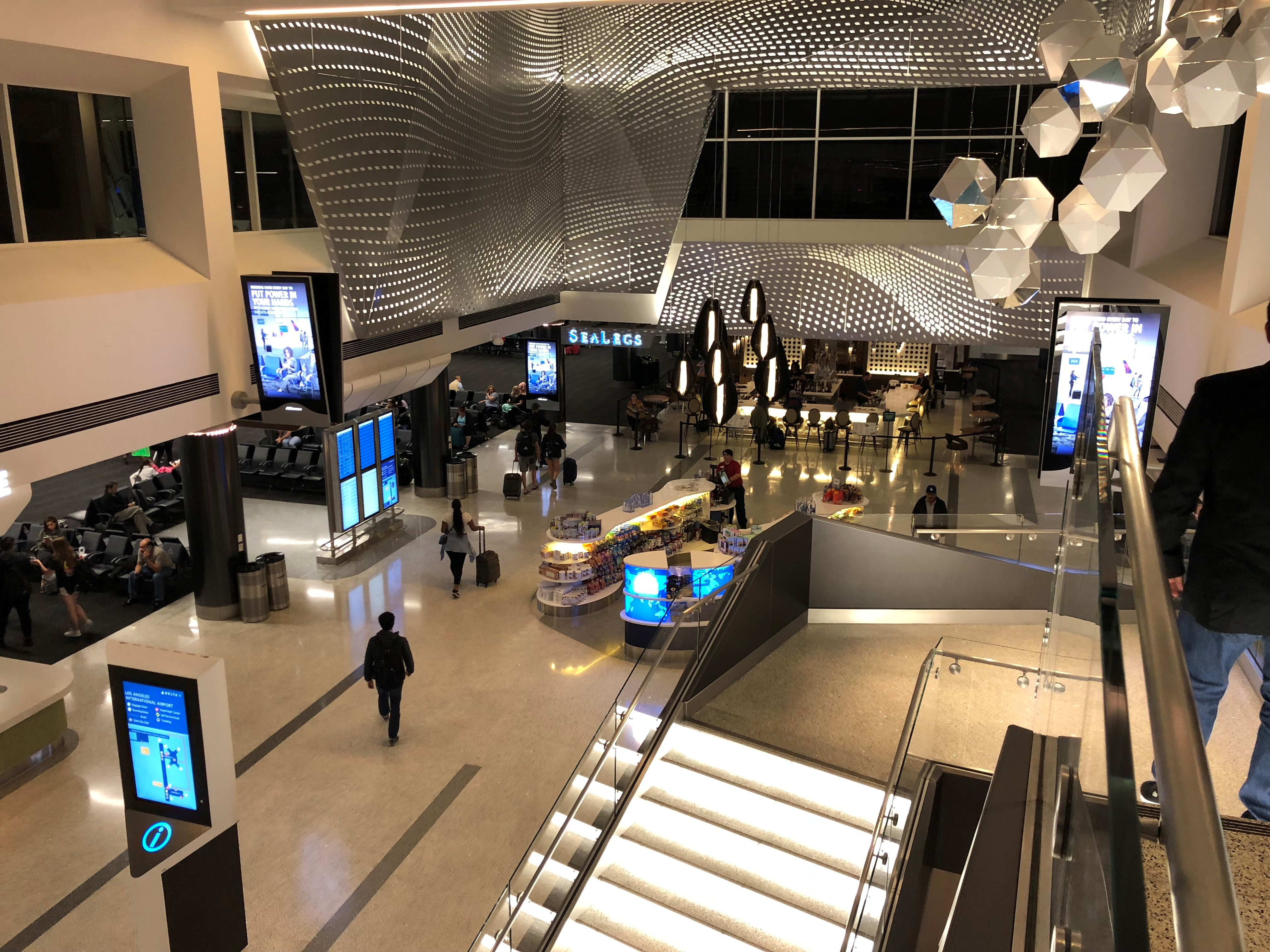
Interior de la Terminal 2 en LAX.

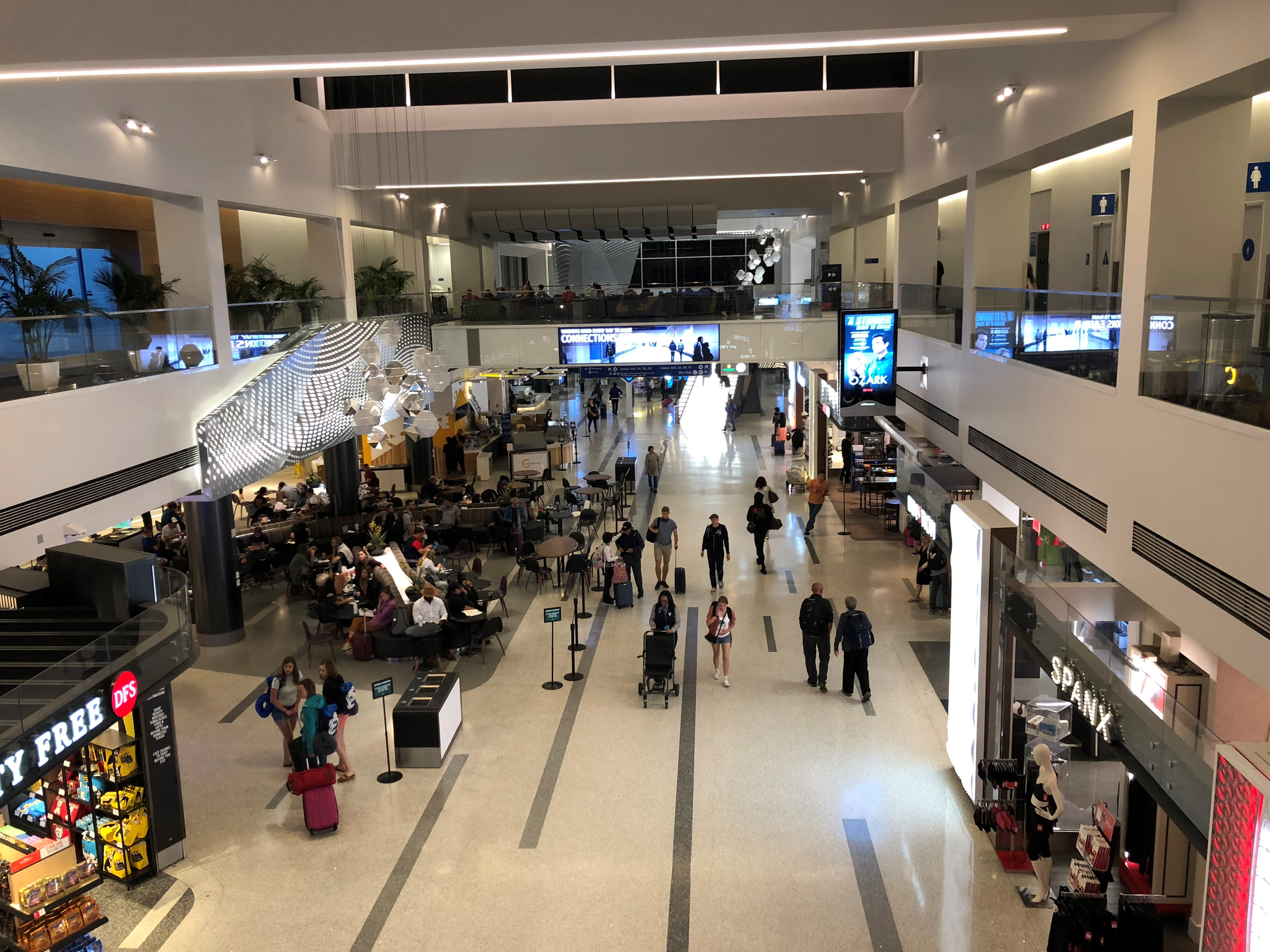
Pasillo principal de la Terminal 2 en LAX.

| Número | Ciudad                    | Pasajeros | Aerolínea |
| ------ | ------------------------- | --------- | --- |
| 1      | Nueva York, Nueva York    | 1,397,000 | Alaska Airlines, American Airlines, Delta Air Lines, JetBlue Airways                                                                                                  |
| 2      | San Francisco, California | 1,363,000 | Alaska Airlines, American Airlines, American Eagle, Delta Air Lines, Delta Connection, JetBlue Airways, Southwest Airline, United Airlines, United Express            |
| 3      | Las Vegas, Nevada         | 1,336,000 | Alaska Airlines, American Airlines, Delta Air Lines, JetBlue Airways, JSX, Southwest Airlines, Spirit Airlines, Sun Country Airlines, United Airlines, United Express |
| 4      | Honolulu, Hawái           | 1,202,000 | Alaska Airlines, American Airlines, Delta Air Lines, Hawaiian Airlines, Southwest Airlines, Sun Country Airlines, United Airlines                                     |
| 5      | Chicago, Illinois         | 1,175,000 | Alaska Airlines, American Airlines, Spirit Airlines |
| 6      | Dallas, Texas             | 1,142,000 | American Airlines, Delta Air Lines, Spirit Airlines, United Airlines                                                                                                  |
| 7      | Newark, Nueva Jersey      | 1,036,000 | Alaska Airlines, JetBlue Airways, Spirit Airlines, United Airlines |
| 8      | Seattle, Washington       | 986,000   | Alaska Airlines, American Airlines, American Eagle, Delta Air Lines, United Airlines, United Express                                                                  |
| 9      | Denver, Colorado          | 986,000   | American Airlines, American Eagle, Delta Air Lines, Southwest Airlines, Spirit Airlines, United Airlines                                                              |
| 10     | Atlanta, Georgia          | 971,000   | American Airlines, Delta Air Lines, Frontier Airlines, Southwest Airlines, Spirit Airlines                                                                            |

| Número | Ciudad                   | Pasajeros | Aerolínea                                                                               |
| ------ | ------------------------ | --------- | --------------------------------------------------------------------------------------- |
| 1      | Londres, Reino Unido     | 1,621,742 | American Airlines, British Airways, Delta Air Lines, United Airlines, Virgin Atlantic   |
| 2      | Seúl, Corea del Sur      | 1,621,742 | Air Premia, Asiana Airlines, Korean Air                                                 |
| 3      | Guadalajara, México      | 1,119,528 | Aeroméxico, Alaska Airlines, Viva, Volaris                                              |
| 4      | Taipéi, Taiwán           | 1,087,890 | China Airlines, EVA Air, StarLux Airlines                                               |
| 5      | Tokio, Japón (HND)       | 1,060,561 | All Nippon Airways, American Airlines, Delta Air Line, Japan Airlines, United Airlines  |
| 6      | Vancouver, Canadá        | 962,913   | Air Canada, American Airlines, American Eagle, Flair Airlines, United Airlines, WestJet |
| 7      | Ciudad de México, México | 937,345   | Aeroméxico, American Airlines, Delta Air Lines, Viva, Volaris                           |
| 8      | París, Francia           | 893,802   | Air France, Air Tahiti Nui, Delta Air Lines                                             |
| 9      | Toronto, Canadá          | 767,581   | Air Canada, Porter Airlines, WestJet                                                    |
| 10     | Tokio, Japón (NRT)       | 757,862   | All Nippon Airways, Japan Airlines, Singapore Airlines, United Airlines, ZIPAIR         |

### Tráfico anual
|                                                 | Volumen de pasajeros | Movimiento de aeronaves | Carga (tons) | Correo (tons) |
| ----------------------------------------------- | -------------------- | ----------------------- | ------------ | ------------- |
| 1994                                            | 51,050,275           | 689,888                 | 1,516,567    | 186,878       |
| 1995                                            | 53,909,223           | 732,639                 | 1,567,248    | 193,747       |
| 1996                                            | 57,974,559           | 763,866                 | 1,696,663    | 194,091       |
| 1997                                            | 60,142,588           | 781,492                 | 1,852,487    | 212,410       |
| 1998                                            | 61,215,712           | 773,569                 | 1,787,400    | 264,473       |
| 1999                                            | 64,279,571           | 779,150                 | 1,884,526    | 253,695       |
| 2000                                            | 67,303,182           | 783,433                 | 2,002,614    | 246,538       |
| 2001                                            | 61,606,204           | 738,433                 | 1,779,065    | 162,629       |
| 2002                                            | 56,223,843           | 645,424                 | 1,869,932    | 92,422        |
| 2003                                            | 54,982,838           | 622,378                 | 1,924,883    | 97,193        |
| 2004                                            | 60,704,568           | 655,097                 | 2,022,911    | 92,402        |
| 2005                                            | 61,489,398           | 650,629                 | 2,048,817    | 88,371        |
| 2006                                            | 61,041,066           | 656,842                 | 2,022,687    | 80,395        |
| 2007                                            | 62,438,583           | 680,954                 | 2,010,820    | 66,707        |
| 2008                                            | 59,815,646           | 622,506                 | 1,723,038    | 73,505        |
| 2009                                            | 56,520,843           | 544,833                 | 1,599,782    | 64,073        |
| 2010                                            | 59,069,409           | 575,835                 | 1,852,791    | 74,034        |
| 2011                                            | 61,862,052           | 603,912                 | 1,789,204    | 80,442        |
| 2012                                            | 63,688,121           | 605,480                 | 1,867,155    | 88,438        |
| 2013                                            | 66,667,619           | 614,917                 | 1,848,764    | 77,286        |
| 2014                                            | 70,662,212           | 636,706                 | 1,921,302    | 79,850        |
| 2015                                            | 74,936,256           | 655,564                 | 2,047,197    | 94,299        |
| 2016                                            | 80,921,527           | 697,138                 | 2,105,941    | 99,394        |
| 2017                                            | 84,557,968           | 700,362                 | 2,279,878    | 109,596       |
| 2018                                            | 87,534,384           | 707,833                 | 2,336,443    | 109,694       |
| 2019                                            | 88,068,013           | 691,257                 | 2,182,711    | 130,536       |
| 2020                                            | 28,779,527           | 379,364                 | 2,329,348    | 135,498       |
| 2021                                            | 48,007,284           | 506,769                 | 2,849,341    | 124,732       |
| 2022                                            | 65,924,298           | 556,913                 | 2,632,536    | 122,034       |
| 2023                                            | 75,050,851           | 542,749                 | 2,288,726    | 79,422        |
| 2024                                            | 76,587,980           | 581,779                 | 2,404,426    | 52,176        |
| Fuente: Aeropuerto Internacional de Los Ángeles |                      |                         |              |               |

## Accidentes e incidentes
- En 1947, el vuelo 311, que cubría el trayecto entre el Aeropuerto Internacional de Dallas-Fort Worth, Texas, hacia la ciudad de Los Ángeles, California, en un tetramotor Douglas DC-4, con 49 pasajeros y 9 tripulantes, entre los que se encontraba en el jumpseat de la cabina el piloto Charles Robert Sisto (35) quien no hacía parte de la tripulación, pero al ser empleado de esta empresa, se le permitió abordar al vuelo, que despegó a las 7:00 (hora local). Cuando el avión se encuentra en su altitud crucero de 10 000 pies, el piloto Sisto le juega una broma a sus compañeros activando el Just Lock, ubicado detrás del asiento del capitán, bloqueando las superficies alares no estáticas, comando que sólo se utiliza para cuando el aparato está estacionado en tierra y evitar que el viento los haga mover y dañando los controles, no debiéndose usarse en pleno vuelo. A consecuencia de ello, el capitán Jack Beck, quien pilotaba el avión manualmente, nota que la aeronave empieza a elevarse por fuera de lo normal, por lo que decide bajar unos grados el ángulo del estabilizador de cola usando la rueda de control del estabilizador, pero a pesar de esto, el avión sigue elevándose mientras que el capitán sigue intentando con el control del estabilizador sin obtener la respuesta esperada de la máquina. El capitán y el copiloto Frederick Logan están desconcertados por el comportamiento del avión. Finalmente, Sisto decide que su broma ha llegado lejos, al terminar con ella desactivando el Just Lock haciendo que la aeronave se incline de golpe hacia abajo, haciendo que el capitán y el "piloto pasajero" salgan disparado hacia el techo de la cabina (estos dos tripulantes no llevaban abrochados sus cinturones). Sisto cae golpeando con la cabeza los controles de puesta en bandera accionándolo accidentalmente, haciendo que el avión pierda velocidad. Con la aeronave invertida, el copiloto (que si llevaba puestos sus cinturones), alcanza los controles para recuperar el control del aparato, logrando su objetivo a solo 350 pies (100 metros) del suelo. Una vez recuperado el control, lleva la nave al aeropuerto de El Paso, Texas para realizar un aterrizaje de emergencia sin fallecidos ni heridos de gravedad, haciendo que esa broma pesada casi les cueste la vida a todas las 55 personas a bordo. En investigaciones posteriores se determina que al estar el Just Lock activo, los comandos del capitán sobre la rueda del trim no surtieron efecto hasta que Sisto lo desactivó, nivelando los estabilizadores horizontales a fondo y provocando una repentina inclinación del avión. Las puesta en bandera de las aspas, ocasionado por el golpe que Sisto le dio con su cabeza a los controles disminuyó la velocidad del avión permitiendo a Logan recuperar los controles de los alerones. Sisto es despedido de esta aerolínea, su licencia de piloto es revocada, pero continuó su carrera en aerolíneas asiáticas y de medio oriente.

- El 30 de junio de 1956, el vuelo 718 de United Airlines chocó con el vuelo 2 de TWA sobre el Gran Cañón, matando a 128 personas. Ambos aviones partieron de LAX, con el combate 718 con destino a Chicago Midway y el vuelo 2 con destino a Kansas City. Se descubrió que la causa eran problemas dentro del sistema de control de tráfico aéreo y la ley de aviación de Estados Unidos.

- El 18 de enero de 1969, el vuelo 266 de United Airlines, un Boeing 727-100 con el número de registro N7434U, se estrelló en la bahía de Santa Mónica aproximadamente a 18.2 km (11.3 millas) al oeste de LAX a las 6:21 p. m. hora local. La aeronave fue destruida, lo que provocó la muerte de los 32 pasajeros y seis miembros de la tripulación a bordo.
- El 4 de agosto de 1971, el vuelo 712 de Continental Airlines, un Boeing 707, chocó en el aire con un Cessna 150 sobre Compton. Aunque el Cessna fue destruido al aterrizar, no hubo víctimas mortales.
- El 6 de agosto de 1974, una bomba explotó cerca del área de venta de boletos de Pan Am en la Terminal 2; tres personas murieron y 35 resultaron heridas.
- El 1 de marzo de 1978, dos neumáticos reventaron sucesivamente en un McDonnell Douglas DC-10-10 en el vuelo 603 de Continental Airlines durante su recorrido de despegue en LAX y el avión, con destino a Honolulu, se salió de la pista. Un tercer neumático reventó y el tren de aterrizaje izquierdo del DC-10 colapsó, provocando la ruptura de un tanque de combustible. Tras el despegue abortado, el combustible derramado se encendió y envolvió en llamas la parte central de la aeronave. Durante la evacuación de emergencia que siguió, un esposo y una esposa murieron cuando salieron de la cabina de pasajeros hacia el ala y cayeron directamente sobre las llamas. Dos pasajeros adicionales murieron a causa de sus heridas aproximadamente tres meses después del accidente; Otros 74 a bordo del avión resultaron heridos, al igual que 11 bomberos que luchaban contra el fuego.
- En enero de 1985, una mujer fue encontrada muerta en una maleta que estuvo un tiempo en la cinta transportadora de equipaje. La maleta había llegado en un vuelo de Lufthansa. Más tarde se descubrió que la mujer era una ciudadana iraní que se había casado recientemente con otro iraní con tarjeta UGreen. Le habían negado una visa estadounidense en Alemania Occidental y, por lo tanto, decidió ingresar a los EE. UU. de esta manera.
- El 31 de agosto de 1986 una aeronave McDonnell Douglas DC-9-32 con matrícula XA-JED que operaba el Vuelo 498 de Aeroméxico procedente del AICM de la CDMX habiendo hecho escalas en los aeropuertos Miguel Hidalgo,LTO y TIJ de Guadalajara, Loreto y Tijuana respectivamente, chocó contra una aeronave privada cuando intentaba aterrizar en el Aeropuerto Internacional de Los Ángeles.
- El 24 de febrero de 1989, el vuelo 811 de United Airlines: un Boeing 747 era un vuelo regular programado entre Los Ángeles y Sídney, con escalas en Honolulú y Auckland que transportaba a tres tripulantes de vuelo, 15 tripulantes de cabina y 337 pasajeros, sufrió una rápida descompresión cuando una puerta de carga se separó de la aeronave después del despegue de Reef Runway. Nueve pasajeros fueron barridos del avión. El avión regresó a Honolulu.

- El 11 de septiembre de 2001, el vuelo 11 de American Airlines, el vuelo 175 de United Airlines y el vuelo 77 de American Airlines se dirigían a LAX y fueron secuestrados en pleno vuelo. Los secuestradores volaron los aviones ellos mismos y luego estrellaron los aviones contra el World Trade Center y el Pentágono.
- El 2 de junio de 2006, un Boeing 767 de American Airlines estaba a punto de completar un vuelo desde el Aeropuerto Internacional John F. Kennedy en la Ciudad De Nueva York cuando los pilotos del avión notaron que el motor número 1 estaba retrasado con respecto al número 2 en un 2 por ciento. El avión aterrizó sin problemas y los pasajeros desembarcaron, pero cuando el personal de mantenimiento retrasó el acelerador a ralentí, el motor número uno, que había sido puesto a máxima potencia, sufrió una ruptura no contenida del disco de la etapa 1 de la turbina de alta presión, lo que provocó la explosión del motor.  No hubo heridos entre las tres personas a bordo de la aeronave en ese momento (todos ellos trabajadores de mantenimiento), pero la aeronave fue dada de baja.
- El 20 de mayo de 2017, el vuelo 642 de Aeroméxico, un Boeing 737-800, chocó con un camión utilitario en una calle de rodaje cerca de la pista 25R, hiriendo a 8 personas, dos de ellas de gravedad.

- El 4 de junio de 2019 es detenido el líder de la Iglesia La Luz Del Mundo Naasón Joaquín García acusado por abuso sexual infantil, extorsión, acoso sexual, tráfico de personas, pornografía infantil, contrabando y otros delitos.
- El 19 de agosto de 2020, el vuelo 1026 de FedEx Express, un Boeing 767, realizó un aterrizaje de emergencia cuando su tren de aterrizaje principal izquierdo no se extendió. Uno de los pilotos resultó herido al abandonar la aeronave.
- El 28 de octubre de 2021, más de 300 pasajeros se vieron obligados a huir a la pista tras el reporte de una persona con un arma en la Terminal 1. Dos personas resultaron heridas y los vuelos se suspendieron temporalmente. No se encontraron armas, pero dos personas fueron arrestadas y detenidas por la policía del aeropuerto.
- El viernes 10 de febrero de 2023, un avión A320 de American Airlines estaba siendo remolcado sin pasajeros cuando chocó con un autobús de pasajeros, hiriendo a cinco personas que viajaban en el autobús.

## Avistamiento de aeronaves
El área de "Imperial Hill" en El Segundo es una ubicación privilegiada para la observación de aeronaves, especialmente para los despegues. Parte del área de Imperial Hill se ha reservado como parque de la ciudad, Clutter's Park.
Otro lugar de observación popular se encuentra debajo de la aproximación final a las pistas 24 L&R en un césped junto a Westchester In-N-Out Burger en Sepulveda Boulevard. Este es uno de los pocos lugares que quedan en el sur de California desde donde los observadores pueden observar una variedad tan amplia de aviones comerciales de bajo vuelo directamente debajo de una ruta de vuelo.
También se puede hacer avistamiento de aviones en un pequeño parque en el patrón de despegue que (normalmente) sale sobre el Pacífico. El parque se encuentra en el lado Este de la calle Vista Del Mar de donde toma su nombre, Vista Del Mar Park.

### Space ShuttleEndeavour
A las 12:51 p.m. Del viernes 21 de septiembre de 2012, una aeronave transportadora que transportaba el transbordador espacial Endeavour aterrizó en LAX en la pista 25L. Se estima que 10.000 personas vieron aterrizar el transbordador. La carretera interestatal 105 fue retrocedida por millas en un punto muerto. Imperial Highway se cerró para los espectadores. Se quitó rápidamente del Shuttle Carrier Aircraft, un Boeing 747 modificado, y se trasladó a un hangar de United Airlines. El transbordador pasó aproximadamente un mes en el hangar mientras se preparaba para ser transportado al Centro de Ciencias de California.

## Aeropuertos cercanos
Los aeropuertos más cercanos son:
- Aeropuerto de Long Beach (27 km)
- Aeropuerto de Hollywood Burbank (29 km)
- Aeropuerto John Wayne (58 km)
- Aeropuerto Internacional LA/Ontario (74 km)
- Aeropuerto McClellan-Palomar (140 km)